# Spółdzielcza kasa oszczędnościowo-kredytowa

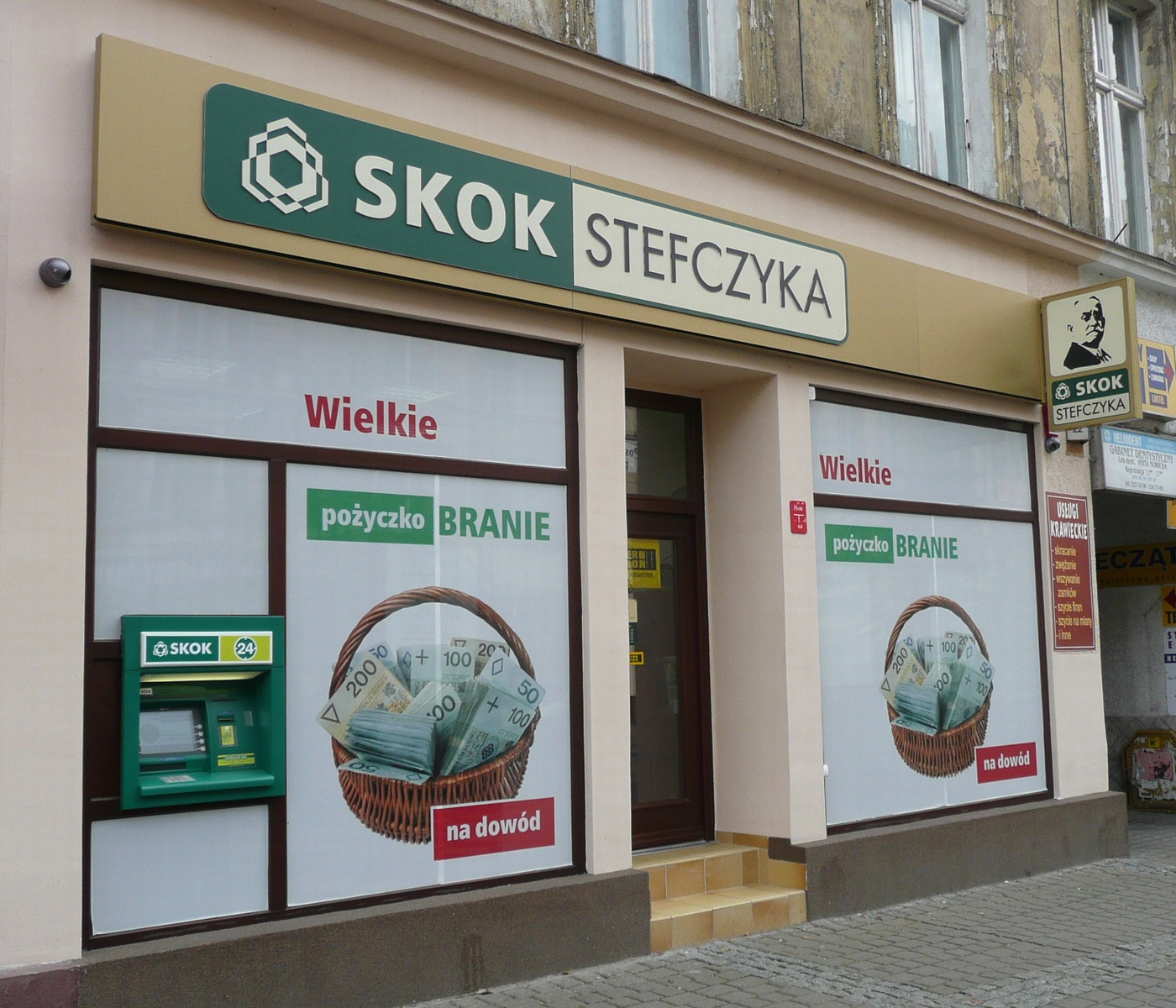
Oddział SKOK Stefczyka w Bydgoszczy

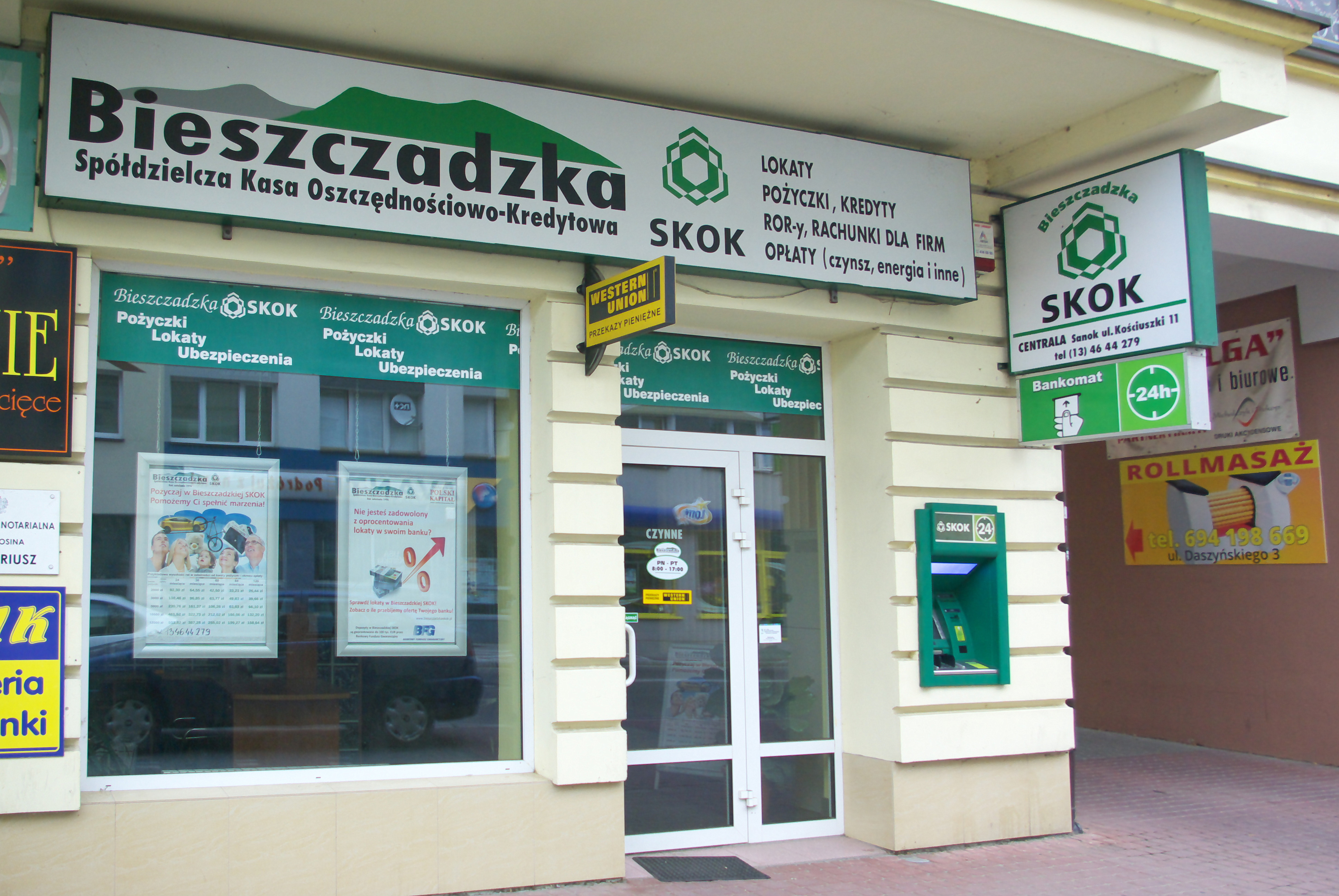
Bieszczadzka SKOK przy ulicy Tadeusza Kościuszki 11 w Sanoku

Spółdzielcza kasa oszczędnościowo-kredytowa (SKOK) – spółdzielcza instytucja, zaliczana do instytucji finansowych, zrzeszona w Krajowej Spółdzielczej Kasie Oszczędnościowo-Kredytowej (Kasa Krajowa, Krajowa SKOK, KSKOK) pełniącej od 1996 roku wobec niej funkcję kontrolną i należąca do największego systemu (holdingu) parabankowego w Polsce, w którym dominującą rolę pełni spółka SKOK Holding S.à.r.l. zarejestrowana w Luksemburgu.
Polski system spółdzielczych kas oszczędnościowo-kredytowych został założony przez Grzegorza Biereckiego (prezesa zarządu Kasy Krajowej od jej powstania w 1992 roku do 9 października 2012 roku), jego brata Jarosława Biereckiego, Adama Jedlińskiego, Grzegorza Buczkowskiego, Lecha Kaczyńskiego po transformacji ustrojowej w Polsce. Jednostką założycielską stała się powołana w 1990 roku Fundacja na rzecz Polskich Związków Kredytowych (FPZK). FPZK powstała na zlecenie Światowej Rady Związków Kredytowych (The World Council of Credit Unions, Inc., w skrócie: WOCCU). Encyklopedia Britannica podaje następującą definicję związku kredytowego („credit union”): [...] „spółdzielnia kredytowa utworzona przez zorganizowaną grupę ludzi połączonych ze sobą wspólną więzią, którzy wspólnie gromadzą oszczędności i udzielają sobie wzajemnie pożyczek po niskim koszcie. Pożyczki te są zwykle krótkoterminowymi pożyczkami konsumenckimi, głównie na samochody, na prowadzenie gospodarstwa domowego, na leczenie, na nagłe, nieprzewidziane potrzeby” [...]. Podstawą prawną funkcjonowania SKOK-ów jest ustawa o spółdzielczych kasach oszczędnościowo-kredytowych z dnia 5 listopada 2009 r., zgodnie z którą SKOK nie jest zaliczany jako bank, jednocześnie w odróżnieniu od instytucji parabankowych podlega nadzorowi finansowemu (zgodnie z ww. ustawą od 27 października 2012 roku SKOK-i, w tym Kasa Krajowa, objęte zostały państwowym nadzorem Komisji Nadzoru Finansowego (KNF)), a depozyty zgromadzone przez jej klientów (członków) od 29 listopada 2013 r. objęte są ustawowym systemem gwarantowania depozytów przez Bankowy Fundusz Gwarancyjny.

## Elementy systemu SKOK
Można wyróżnić następujące elementy systemu (holdingu) SKOK:
1. spółdzielcze kasy oszczędnościowo-kredytowe (SKOK).
2. Krajowa Spółdzielcza Kasa Oszczędnościowo-Kredytowa (Kasa Krajowa, Krajowa SKOK, KSKOK) – zrzeszająca SKOK-i od 1992 roku i będąca wobec nich od 1996 roku związkiem rewizyjnym[1] – obok Komisji Nadzoru Finansowego pełni rolę kontrolera poszczególnych SKOK-ów, decyduje też w bardzo dużej mierze o ich działalności. Krajowa Spółdzielcza Kasa Oszczędnościowo-Kredytowa jest członkiem Światowej Rady Związków Kredytowych (World Council of Credit Unions, Inc. – WOCCU)[10] i podlega nadzorowi KNF.
3. Spółka SKOK Holding S.à.r.l. zarejestrowana 12 października 2007 roku w Luksemburgu, niezatrudniająca żadnego pracownika, do której poprzez utworzoną sieć powiązań kapitałowych i personalnych kontrolowanych przez nią spółek systemu (holdingu) SKOK, sukcesywnie transferowane są środki SKOK w postaci opłat za usługi. Tym samym środki podmiotów systemu SKOK podlegających polskiemu prawu przekazywane są do spółki prawa luksemburskiego, wobec której Komisja Nadzoru Finansowego nie posiada uprawnień nadzorczych. Pierwotnym i jedynym udziałowcem SKOK Holding S.à.r.l. była Kasa Krajowa. Według stanu na koniec 2013 roku udziałowcami spółki były również: Asekuracja Sp. z o.o., Towarzystwo Ubezpieczeń Wzajemnych SKOK (TUW SKOK), Towarzystwo Ubezpieczeń na Życie SKOK S.A., Towarzystwo Zarządzające SKOK Sp. z o.o. S.K.A. oraz Spółdzielczy Instytut Naukowy Sp. z o.o.[11]

Do systemu (holdingu) SKOK należą ponadto:
| Nazwa podmiotu                                                                                                 | Rok rozpoczęcia działalności | Opis | Osoba                   | Funkcja                  |
| --- | ---------------------------- | --- | ----------------------- | ------------------------ |
| ABT Beata Tymendorf Sp. Kom.                                                                                   | 2008                         | spółka utworzona w Siedlcach, świadcząca usługi finansowe i należąca do Asekuracja Sp. z o.o. |                         |                          |
| Agencja Ratingu Społecznego Sp. z o.o.                                                                         | 2011                         | udziałowcem spółki jest SKOK Holding S.à.r.l. |                         |                          |
| Apella S.A.** (wcześniej Media SKOK Sp. z o.o.)                                                                | 2011                         | spółka marketingowa i wydawnicza założona przez SKOK Holding S.à.r.l. (główny akcjonariusz) w Gdyni. Wydawca bezpłatnego pisma „Tygodnik Podlaski” i dominujący udziałowiec grupy medialnej Fratria Sp. z o. o. Koszty z tytułu świadczonych przez spółkę usług dla SKOK-ów wyniosły w 2013 roku ok. 10 mln zł. | Romuald Orzeł           | Prezes Zarządu           |
| Apella S.A.** (wcześniej Media SKOK Sp. z o.o.)                                                                | 2011                         | spółka marketingowa i wydawnicza założona przez SKOK Holding S.à.r.l. (główny akcjonariusz) w Gdyni. Wydawca bezpłatnego pisma „Tygodnik Podlaski” i dominujący udziałowiec grupy medialnej Fratria Sp. z o. o. Koszty z tytułu świadczonych przez spółkę usług dla SKOK-ów wyniosły w 2013 roku ok. 10 mln zł. | Grzegorz Bierecki       | członek Rady Nadzorczej  |
| Apella S.A.** (wcześniej Media SKOK Sp. z o.o.)                                                                | 2011                         | spółka marketingowa i wydawnicza założona przez SKOK Holding S.à.r.l. (główny akcjonariusz) w Gdyni. Wydawca bezpłatnego pisma „Tygodnik Podlaski” i dominujący udziałowiec grupy medialnej Fratria Sp. z o. o. Koszty z tytułu świadczonych przez spółkę usług dla SKOK-ów wyniosły w 2013 roku ok. 10 mln zł. | Jarosław Bierecki       | członek Rady Nadzorczej  |
| Apella S.A.** (wcześniej Media SKOK Sp. z o.o.)                                                                | 2011                         | spółka marketingowa i wydawnicza założona przez SKOK Holding S.à.r.l. (główny akcjonariusz) w Gdyni. Wydawca bezpłatnego pisma „Tygodnik Podlaski” i dominujący udziałowiec grupy medialnej Fratria Sp. z o. o. Koszty z tytułu świadczonych przez spółkę usług dla SKOK-ów wyniosły w 2013 roku ok. 10 mln zł. | Grzegorz Buczkowski     | członek Rady Nadzorczej  |
| Aplitt S.A.*** (wcześniej Towarzystwo Finansowe SKOK S.A.)                                                     | 1998                         | dostawca usług IT dla spółdzielczych kas oszczędnościowo-kredytowych, w tym wewnętrznego systemu transakcyjnego SkokCom, której dominującym akcjonariuszem jest SKOK im. Franciszka Stefczyka oraz SKOK Holding S.à.r.l. W 2013 roku SKOK-i poniosły koszty w wysokości ok. 59,2 mln zł z tytułu świadczenia usług przez Towarzystwo Finansowe SKOK S.A. | Grzegorz Bierecki       | członek Rady Nadzorczej  |
| Aplitt S.A.*** (wcześniej Towarzystwo Finansowe SKOK S.A.)                                                     | 1998                         | dostawca usług IT dla spółdzielczych kas oszczędnościowo-kredytowych, w tym wewnętrznego systemu transakcyjnego SkokCom, której dominującym akcjonariuszem jest SKOK im. Franciszka Stefczyka oraz SKOK Holding S.à.r.l. W 2013 roku SKOK-i poniosły koszty w wysokości ok. 59,2 mln zł z tytułu świadczenia usług przez Towarzystwo Finansowe SKOK S.A. | Jarosław Bierecki       | członek Rady Nadzorczej  |
| Aplitt S.A.*** (wcześniej Towarzystwo Finansowe SKOK S.A.)                                                     | 1998                         | dostawca usług IT dla spółdzielczych kas oszczędnościowo-kredytowych, w tym wewnętrznego systemu transakcyjnego SkokCom, której dominującym akcjonariuszem jest SKOK im. Franciszka Stefczyka oraz SKOK Holding S.à.r.l. W 2013 roku SKOK-i poniosły koszty w wysokości ok. 59,2 mln zł z tytułu świadczenia usług przez Towarzystwo Finansowe SKOK S.A. | Grzegorz Buczkowski     | członek Rady Nadzorczej  |
| Arenda Grzegorz Bierecki Andrzej Sosnowski Spółka Jawna                                                        | 2013                         | Spółka deweloperska zarządzana przez Grzegorza Biereckiego i Andrzeja Sosnowskiego, która za pieniądze pochodzące z systemu SKOK kupiła nieruchomości: przy ul. Ateńskiej i ul. Okrzei w Warszawie, przy ul. Abrahama i ul. Władysława IV w Gdyni oraz lokal przy ul. Piłsudskiego we Wrocławiu. |                         |                          |
| Asekuracja Sp. z o.o.*                                                                                         | 1992                         | spółka jest udziałowcem SKOK Holding S.à.r.l. w Luksemburgu (z drugiej strony SKOK Holding S.à.r.l. jest wspólnikiem spółki), zajmuje się obsługą wierzytelności na rzecz sektora SKOK, od 2012 roku za pośrednictwem spółki ASK Invest S.à.r.l. w Luksemburgu (jest głównym podwykonawcą usług windykacyjnych dla ASK Invest S.à.r.l.). Spółka współpracuje z kancelariami prawnymi: Kancelaria Prawna HTP Puniewska Waszczyńska Spółka komandytowa oraz Kancelaria Prawna A. Jedliński i Wspólnicy Kancelaria Radców Prawnych i Adwokatów Spółka komandytowa oraz z marką SKOK Ubezpieczenia zrzeszającą Towarzystwo Ubezpieczeń na Życie SKOK S.A. i Towarzystwo Ubezpieczeń Wzajemnych SKOK (TUW SKOK). W 2013 roku SKOK-i poniosły koszty w wysokości ok. 0,5 mln zł z tytułu świadczenia usług przez spółkę.          | Grzegorz Buczkowski     | Prezes Zarządu           |
| Asekuracja Sp. z o.o.*                                                                                         | 1992                         | spółka jest udziałowcem SKOK Holding S.à.r.l. w Luksemburgu (z drugiej strony SKOK Holding S.à.r.l. jest wspólnikiem spółki), zajmuje się obsługą wierzytelności na rzecz sektora SKOK, od 2012 roku za pośrednictwem spółki ASK Invest S.à.r.l. w Luksemburgu (jest głównym podwykonawcą usług windykacyjnych dla ASK Invest S.à.r.l.). Spółka współpracuje z kancelariami prawnymi: Kancelaria Prawna HTP Puniewska Waszczyńska Spółka komandytowa oraz Kancelaria Prawna A. Jedliński i Wspólnicy Kancelaria Radców Prawnych i Adwokatów Spółka komandytowa oraz z marką SKOK Ubezpieczenia zrzeszającą Towarzystwo Ubezpieczeń na Życie SKOK S.A. i Towarzystwo Ubezpieczeń Wzajemnych SKOK (TUW SKOK). W 2013 roku SKOK-i poniosły koszty w wysokości ok. 0,5 mln zł z tytułu świadczenia usług przez spółkę.          | Grzegorz Bierecki       | członek Rady Nadzorczej  |
| Asekuracja Sp. z o.o.*                                                                                         | 1992                         | spółka jest udziałowcem SKOK Holding S.à.r.l. w Luksemburgu (z drugiej strony SKOK Holding S.à.r.l. jest wspólnikiem spółki), zajmuje się obsługą wierzytelności na rzecz sektora SKOK, od 2012 roku za pośrednictwem spółki ASK Invest S.à.r.l. w Luksemburgu (jest głównym podwykonawcą usług windykacyjnych dla ASK Invest S.à.r.l.). Spółka współpracuje z kancelariami prawnymi: Kancelaria Prawna HTP Puniewska Waszczyńska Spółka komandytowa oraz Kancelaria Prawna A. Jedliński i Wspólnicy Kancelaria Radców Prawnych i Adwokatów Spółka komandytowa oraz z marką SKOK Ubezpieczenia zrzeszającą Towarzystwo Ubezpieczeń na Życie SKOK S.A. i Towarzystwo Ubezpieczeń Wzajemnych SKOK (TUW SKOK). W 2013 roku SKOK-i poniosły koszty w wysokości ok. 0,5 mln zł z tytułu świadczenia usług przez spółkę.          | Jarosław Bierecki       | członek Rady Nadzorczej  |
| ASK Invest S.à.r.l.                                                                                            | 2012                         | spółka zarejestrowana w Luksemburgu na kilka miesięcy przed objęciem SKOK-ów państwowym nadzorem KNF, niezatrudniająca żadnego pracownika i podlegająca Krajowej Spółdzielczej Kasie Oszczędnościowo-Kredytowej (poprzez SKOK Holding S.à.r.l.), do której przekazywane były wierzytelności z tytułu niespłaconych pożyczek i kredytów udzielonych przez część SKOK-ów, w tym o wysokich wskaźnikach przeterminowania, w zamian za dłużne papiery wartościowe (skrypty dłużne) emitowane przez ASK Invest S.à.r.l., które to SKOK-i w swoich bilansach wykazywały jako inwestycje (w przypadku spłaty przez pożyczkobiorców SKOK tych pożyczek, spółka ASK Invest S.à.r.l. miała wykupić od SKOK dłużne papiery wartościowe). Z racji podlegania prawu luksemburskiemu, KNF nie posiada wobec spółki uprawnień nadzorczych. |                         |                          |
| Awek Sp. z o.o.                                                                                                | 1987                         | dostawca systemów informatycznych, spółka powiązana organizacyjnie ze SKOK Holding S.à.r.l. |                         |                          |
| Brickel Polska Finance Sp. z o.o.                                                                              | 2013                         | świadczy usługi finansowe; oferuje jednostki uczestnictwa funduszy inwestycyjnych SKOK zarządzanych przez Altus Towarzystwo Funduszy Inwestycyjnych S.A. oraz produkty finansowe SKOK NIKE, który jest jedynym udziałowcem spółki |                         |                          |
| eCard S.A.***                                                                                                  | 2000                         | spółka outsourcingowa zajmująca się pośredniczeniem w bezgotówkowym rozliczaniu transakcji płatniczych oraz świadczeniem usług dla użytkowników telefonii komórkowej. Głównym akcjonariuszem spółki jest Towarzystwo Ubezpieczeń Wzajemnych SKOK. | Grzegorz Buczkowski     | członek Rady Nadzorczej  |
| Ecco Holiday Sp. z o.o. (wcześniej Ecco World Travel)                                                          | 1997                         | touroperator z siedzibą w Poznaniu, powiązany organizacyjnie ze SKOK Holding S.à.r.l. oraz Asekuracja Sp. z o.o., oferuje produkty ubezpieczeniowe Towarzystwa Ubezpieczeń Wzajemnych SKOK |                         |                          |
| Fratria Sp. z o. o.**                                                                                          | 2012                         | grupa medialna, wydawca tygodnika „wSieci”, miesięczników „Fronda”, „Gazeta Bankowa” i „wSieci Historii”, właściciel stron internetowych – wPolityce.pl, wGospodarce.pl, wSieci.pl, wNas.pl, gb.pl i ABCtygodnik.pl i współtwórca serwisów internetowych SKOK-u im. Franciszka Stefczyka: Stefczyk.info, Stefczyk.tv oraz czasnafinanse.pl. Udziały w spółce posiada Apella S.A., Spółdzielczy Instytut Naukowy G. Bierecki SP.J. (udziałowiec większościowy) oraz Jacek Karnowski (redaktor naczelny). Spółka posiada udziały w Syssitia Sp. z o.o. | Romuald Orzeł           | prezes Zarządu           |
| Fratria Sp. z o. o.**                                                                                          | 2012                         | grupa medialna, wydawca tygodnika „wSieci”, miesięczników „Fronda”, „Gazeta Bankowa” i „wSieci Historii”, właściciel stron internetowych – wPolityce.pl, wGospodarce.pl, wSieci.pl, wNas.pl, gb.pl i ABCtygodnik.pl i współtwórca serwisów internetowych SKOK-u im. Franciszka Stefczyka: Stefczyk.info, Stefczyk.tv oraz czasnafinanse.pl. Udziały w spółce posiada Apella S.A., Spółdzielczy Instytut Naukowy G. Bierecki SP.J. (udziałowiec większościowy) oraz Jacek Karnowski (redaktor naczelny). Spółka posiada udziały w Syssitia Sp. z o.o. | Michał Karnowski        | członek Zarządu          |
| Fratria Sp. z o. o.**                                                                                          | 2012                         | grupa medialna, wydawca tygodnika „wSieci”, miesięczników „Fronda”, „Gazeta Bankowa” i „wSieci Historii”, właściciel stron internetowych – wPolityce.pl, wGospodarce.pl, wSieci.pl, wNas.pl, gb.pl i ABCtygodnik.pl i współtwórca serwisów internetowych SKOK-u im. Franciszka Stefczyka: Stefczyk.info, Stefczyk.tv oraz czasnafinanse.pl. Udziały w spółce posiada Apella S.A., Spółdzielczy Instytut Naukowy G. Bierecki SP.J. (udziałowiec większościowy) oraz Jacek Karnowski (redaktor naczelny). Spółka posiada udziały w Syssitia Sp. z o.o. | Grzegorz Bierecki       | członek Rady Nadzorczej  |
| Fundacja Edukacji Spółdzielczej*                                                                               | 2012                         | spółka utworzona w Sopocie, świadcząca usługi szkoleniowe dla sektora SKOK |                         | członek Rady Nadzorczej  |
| Fundacja Funduszy Rewitalizacji                                                                                | 2014                         | | Grzegorz Bierecki       | członek Rady Nadzorczej  |
| Fundacja Funduszy Rewitalizacji                                                                                | 2014                         | Jarosław Bierecki |                         | członek Rady Nadzorczej  |
| Fundacja Funduszy Rewitalizacji                                                                                | 2014                         | Grzegorz Buczkowski |                         | członek Rady Nadzorczej  |
| Fundacja im. Franciszka Stefczyka**                                                                            | 2011                         | Fundatorami Fundacji jest SKOK im. Franciszka Stefczyka oraz Spółdzielczy Instytut Naukowy G. Bierecki Sp. J. | Romuald Orzeł           | Prezes Zarządu           |
| Fundacja im. Franciszka Stefczyka**                                                                            | 2011                         | Fundatorami Fundacji jest SKOK im. Franciszka Stefczyka oraz Spółdzielczy Instytut Naukowy G. Bierecki Sp. J. | Grzegorz Bierecki       | członek Rady Nadzorczej  |
| Fundacja Wspierania Ubezpieczeń Wzajemnych*                                                                    | 2011                         | Fundacja współpracuje z marką SKOK Ubezpieczenia zrzeszającą Towarzystwo Ubezpieczeń na Życie SKOK S.A. oraz Towarzystwo Ubezpieczeń Wzajemnych SKOK (TUW SKOK). Jarosław Bierecki z tytułu pełnienia funkcji prezesa zarządu Fundacji w 2015 roku zarobił 164 tys. zł. | Jarosław Bierecki       | Prezes Zarządu           |
| Fundacja Wspierania Ubezpieczeń Wzajemnych*                                                                    | 2011                         | Fundacja współpracuje z marką SKOK Ubezpieczenia zrzeszającą Towarzystwo Ubezpieczeń na Życie SKOK S.A. oraz Towarzystwo Ubezpieczeń Wzajemnych SKOK (TUW SKOK). Jarosław Bierecki z tytułu pełnienia funkcji prezesa zarządu Fundacji w 2015 roku zarobił 164 tys. zł. | Grzegorz Bierecki       | członek Rady Nadzorczej  |
| Kancelaria Prawna HTP Puniewska Waszczyńska Spółka komandytowa                                                 | 2003                         | spółka założona we Wrocławiu, świadcząca usługi prawne dla sektora SKOK (poprzez Asekuracja Sp. z o.o.) i czerpiąca z tego tytułu milionowe zyski |                         |                          |
| Kancelaria Prawna A. Jedliński i Wspólnicy Kancelaria Radców Prawnych i Adwokatów Spółka komandytowa           | 2011                         | spółka założona w Gdyni, świadcząca usługi prawne dla sektora SKOK (poprzez Asekuracja Sp. z o.o.) |                         |                          |
| Latarnia Sp. z o.o.**                                                                                          | 2015                         | spółka wydawnicza | Romuald Orzeł           | Prezes Zarządu, wspólnik |
| Latarnia Sp. z o.o.**                                                                                          | 2015                         | spółka wydawnicza | Romuald Orzeł           | wspólnik                 |
| Latarnia Sp. z o.o.**                                                                                          | 2015                         | spółka wydawnicza | Grzegorz Buczkowski     |                          |
| Partner Finanse Sp. z o.o.                                                                                     | 2013                         | spółka oferuje usługi finansowe, jest dystrybutorem produktów finansowych SKOK znajdujących się w ofercie Altus Towarzystwo Funduszy Inwestycyjnych S.A., jest powiązana organizacyjnie i prowadzi działalność pod wspólnym adresem wraz ze SKOK Jaworzno |                         |                          |
| Piast Expert Sp. z o.o.                                                                                        | 2013                         | Spółka prowadzi działalność pod wspólnym adresem wraz ze SKOK PIAST w Tychach, jest z nią powiązana organizacyjnie i personalnie. SKOK PIAST jest jedynym udziałowcem spółki |                         |                          |
| Polskie Sieci Cyfrowe Sp. z.o.o.                                                                               | 2008                         | operator telefonii komórkowej „w naszej Rodzinie” z siedzibą w Warszawie, spółka powiązana organizacyjnie ze SKOK Holding S.à.r.l. ponadto powiązana personalnie z fundacją „Lux Veritatis” założoną przez redemptorystów Jana Króla i Tadeusza Rydzyka |                         |                          |
| Premium Management Sp. z o.o.**                                                                                | 2011                         | komplementariuszem (wspólnikiem) i udziałowcem spółki jest Towarzystwo Zarządzające SKOK Sp. z o.o. | Grzegorz Bierecki       | członek Rady Nadzorczej  |
| Premium Management Sp. z o.o.**                                                                                | 2011                         | komplementariuszem (wspólnikiem) i udziałowcem spółki jest Towarzystwo Zarządzające SKOK Sp. z o.o. | Grzegorz Buczkowski     | członek Rady Nadzorczej  |
| Premium Management S.A. (dawniej Premium Management Sp. z o.o. S.K.A.)**                                       | 2013                         | | Grzegorz Bierecki       | członek Rady Nadzorczej  |
| Premium Management S.A. (dawniej Premium Management Sp. z o.o. S.K.A.)**                                       | 2013                         | Jarosław Bierecki |                         | członek Rady Nadzorczej  |
| Premium Management S.A. (dawniej Premium Management Sp. z o.o. S.K.A.)**                                       | 2013                         | Grzegorz Buczkowski |                         | członek Rady Nadzorczej  |
| Premium Management S.A. (dawniej Premium Management Sp. z o.o. S.K.A.)**                                       | 2013                         | |                         | członek Rady Nadzorczej  |
| Saltus Towarzystwo Ubezpieczeń Wzajemnych*                                                                     | 2002                         | | Grzegorz Buczkowski     | członek Zarządu          |
| Saltus Towarzystwo Ubezpieczeń Wzajemnych*                                                                     | 2002                         | Grzegorz Bierecki | członek Rady Nadzorczej |                          |
| Saltus Towarzystwo Ubezpieczeń Wzajemnych*                                                                     | 2002                         | Andrzej Ossowski | członek Rady Nadzorczej |                          |
| Saltus Towarzystwo Ubezpieczeń Wzajemnych*                                                                     | 2002                         | Jarosław Bierecki | członek Rady Nadzorczej |                          |
| SKOK Ubezpieczenia*                                                                                            | –                            | marka zrzeszająca Towarzystwo Ubezpieczeń na Życie SKOK S.A. oraz Towarzystwo Ubezpieczeń Wzajemnych SKOK (TUW SKOK), współpracuje z Fundacją Wspierania Ubezpieczeń Wzajemnych. Z tytułu świadczenia usług na rzecz obu spółek ubezpieczeniowych, SKOK-i w 2013 roku poniosły koszty w wysokości ponad 11,7 mln zł. | _                       | _                        |
| Spółdzielczy Instytut Naukowy G. Bierecki Sp. J.* (wcześniej Spółdzielczy Instytut Naukowy Spółdzielnia Pracy) | 2011                         | prywatna spółka wydawnicza założona przez Grzegorza Biereckiego, jego brata Jarosława Biereckiego oraz Adama Jedlińskiego, do której trafił majątek szacowany na 77,35 mln zł ze zlikwidowanej w 2011 roku Fundacji na rzecz Polskich Związków Kredytowych (FPZK), będącej głównym udziałowcem Krajowej Spółdzielczej Kasy Oszczędnościowo-Kredytowej. Likwidacją fundacji zajęły się te same osoby, które założyły przejmującą majątek spółdzielnię, bowiem na początku Spółdzielczy Instytut Naukowy G. Bierecki Sp.J. był Spółdzielczym Instytutem Naukowym Spółdzielnią Pracy. Spółka posiada udziały we Fratria Sp. z o. o. Wydawca kwartalników naukowych „Pieniądze i Więź” oraz „Prawo i Więź”. | Grzegorz Bierecki       | wspólnik                 |
| Spółdzielczy Instytut Naukowy G. Bierecki Sp. J.* (wcześniej Spółdzielczy Instytut Naukowy Spółdzielnia Pracy) | 2011                         | prywatna spółka wydawnicza założona przez Grzegorza Biereckiego, jego brata Jarosława Biereckiego oraz Adama Jedlińskiego, do której trafił majątek szacowany na 77,35 mln zł ze zlikwidowanej w 2011 roku Fundacji na rzecz Polskich Związków Kredytowych (FPZK), będącej głównym udziałowcem Krajowej Spółdzielczej Kasy Oszczędnościowo-Kredytowej. Likwidacją fundacji zajęły się te same osoby, które założyły przejmującą majątek spółdzielnię, bowiem na początku Spółdzielczy Instytut Naukowy G. Bierecki Sp.J. był Spółdzielczym Instytutem Naukowym Spółdzielnią Pracy. Spółka posiada udziały we Fratria Sp. z o. o. Wydawca kwartalników naukowych „Pieniądze i Więź” oraz „Prawo i Więź”. | Jarosław Bierecki       | wspólnik                 |
| Spółdzielczy Instytut Naukowy G. Bierecki Sp. J.* (wcześniej Spółdzielczy Instytut Naukowy Spółdzielnia Pracy) | 2011                         | prywatna spółka wydawnicza założona przez Grzegorza Biereckiego, jego brata Jarosława Biereckiego oraz Adama Jedlińskiego, do której trafił majątek szacowany na 77,35 mln zł ze zlikwidowanej w 2011 roku Fundacji na rzecz Polskich Związków Kredytowych (FPZK), będącej głównym udziałowcem Krajowej Spółdzielczej Kasy Oszczędnościowo-Kredytowej. Likwidacją fundacji zajęły się te same osoby, które założyły przejmującą majątek spółdzielnię, bowiem na początku Spółdzielczy Instytut Naukowy G. Bierecki Sp.J. był Spółdzielczym Instytutem Naukowym Spółdzielnią Pracy. Spółka posiada udziały we Fratria Sp. z o. o. Wydawca kwartalników naukowych „Pieniądze i Więź” oraz „Prawo i Więź”. |                         | wspólnik                 |
| Spółdzielnia Kapitałowa*                                                                                       | 2013                         | | Grzegorz Buczkowski     | członek Rady Nadzorczej  |
| Spółdzielnia Mieszkaniowa „NAD ZATOKĄ” ** (wcześniej Spółdzielnia Stefczyka)                                   | 2012                         | | Jarosław Bierecki       | członek Rady Nadzorczej  |
| Spółdzielnia Mieszkaniowa „NAD ZATOKĄ” ** (wcześniej Spółdzielnia Stefczyka)                                   | 2012                         | Grzegorz Buczkowski |                         | członek Rady Nadzorczej  |
| Stefczyk Leasing Towarzystwo Zarządzające SKOK Sp. z o.o. S.K.A.**                                             | 2011                         | komplementariuszem (wspólnikiem) spółki jest Towarzystwo Zarządzające SKOK Sp. z o.o. |                         |                          |
| Stefczyk Finanse Towarzystwo Zarządzające SKOK Sp. z o.o. S.K.A.**                                             | 2002                         | podmiot pośredniczący w zbywaniu i odkupywaniu jednostek uczestnictwa funduszy inwestycyjnych SKOK zarządzanych przez Altus Towarzystwo Funduszy Inwestycyjnych S.A. | Grzegorz Bierecki       | członek Rady Nadzorczej  |
| Stefczyk Finanse Towarzystwo Zarządzające SKOK Sp. z o.o. S.K.A.**                                             | 2002                         | podmiot pośredniczący w zbywaniu i odkupywaniu jednostek uczestnictwa funduszy inwestycyjnych SKOK zarządzanych przez Altus Towarzystwo Funduszy Inwestycyjnych S.A. | Jarosław Bierecki       | członek Rady Nadzorczej  |
| Stefczyk Finanse Towarzystwo Zarządzające SKOK Sp. z o.o. S.K.A.**                                             | 2002                         | podmiot pośredniczący w zbywaniu i odkupywaniu jednostek uczestnictwa funduszy inwestycyjnych SKOK zarządzanych przez Altus Towarzystwo Funduszy Inwestycyjnych S.A. | Grzegorz Buczkowski     | członek Rady Nadzorczej  |
| Stefczyk Finanse Towarzystwo Zarządzające SKOK Sp. z o.o. S.K.A.**                                             | 2002                         | podmiot pośredniczący w zbywaniu i odkupywaniu jednostek uczestnictwa funduszy inwestycyjnych SKOK zarządzanych przez Altus Towarzystwo Funduszy Inwestycyjnych S.A. |                         | członek Rady Nadzorczej  |
| Stefczyk Nieruchomości Towarzystwo Zarządzające SKOK Sp. z o.o. S.K.A.**                                       | 2012                         | spółka zajmująca się wynajmem i zarządzaniem nieruchomościami, powiązana organizacyjnie i personalnie z Towarzystwem Zarządzającym SKOK Sp. z o.o. | Grzegorz Bierecki       | członek Rady Nadzorczej  |
| Stefczyk Nieruchomości Towarzystwo Zarządzające SKOK Sp. z o.o. S.K.A.**                                       | 2012                         | spółka zajmująca się wynajmem i zarządzaniem nieruchomościami, powiązana organizacyjnie i personalnie z Towarzystwem Zarządzającym SKOK Sp. z o.o. | Jarosław Bierecki       | członek Rady Nadzorczej  |
| Stefczyk Nieruchomości Towarzystwo Zarządzające SKOK Sp. z o.o. S.K.A.**                                       | 2012                         | spółka zajmująca się wynajmem i zarządzaniem nieruchomościami, powiązana organizacyjnie i personalnie z Towarzystwem Zarządzającym SKOK Sp. z o.o. | Grzegorz Buczkowski     | członek Rady Nadzorczej  |
| Stefczyk Nieruchomości Towarzystwo Zarządzające SKOK Sp. z o.o. S.K.A.**                                       | 2012                         | spółka zajmująca się wynajmem i zarządzaniem nieruchomościami, powiązana organizacyjnie i personalnie z Towarzystwem Zarządzającym SKOK Sp. z o.o. |                         | członek Rady Nadzorczej  |
| Stowarzyszenie Krzewienia Edukacji Finansowej (SKEF)**                                                         | 1997                         | zajmuje się upowszechnianiem wiedzy o rynkach finansowych. SKEF jest stowarzyszeniem, w którym członkostwo w przypadku niektórych SKOK-ów traktowane jest jako przejaw istnienia więzi niezbędnej do uzyskania członkostwa w SKOK (art. 10 ustawy o skok z 2009 roku). Od 25.02.2005 r. należy do Organizacji Pożytku Publicznego. Członkiem zarządu jest żona Grzegorza Biereckiego. | Marzena Bierecka        | członek Zarządu          |
| Stowarzyszenie Krzewienia Edukacji Finansowej (SKEF)**                                                         | 1997                         | zajmuje się upowszechnianiem wiedzy o rynkach finansowych. SKEF jest stowarzyszeniem, w którym członkostwo w przypadku niektórych SKOK-ów traktowane jest jako przejaw istnienia więzi niezbędnej do uzyskania członkostwa w SKOK (art. 10 ustawy o skok z 2009 roku). Od 25.02.2005 r. należy do Organizacji Pożytku Publicznego. Członkiem zarządu jest żona Grzegorza Biereckiego. | Grzegorz Buczkowski     | członek Rady Nadzorczej  |
| Stowarzyszenie Rozwoju Gospodarności Finansowej                                                                | 1998                         | stowarzyszenie założone w Brzeszczach, świadczy usługi edukacyjne, jest powiązane personalnie ze SKOK PIAST |                         |                          |
| Syssitia Sp. z o.o.**                                                                                          | 2015                         | spółka wydawnicza, powiązana personalnie i organizacyjnie z Fratria Sp. z o.o., jej jedynym udziałowcem posiadającym 2250 udziałów o łącznej wartości 225.000,00 zł | Henryk Uzdrowski        | członek Zarządu          |
| Syssitia Sp. z o.o.**                                                                                          | 2015                         | spółka wydawnicza, powiązana personalnie i organizacyjnie z Fratria Sp. z o.o., jej jedynym udziałowcem posiadającym 2250 udziałów o łącznej wartości 225.000,00 zł | Dominik Bierecki        | członek Rady Nadzorczej  |
| Syssitia Sp. z o.o.**                                                                                          | 2015                         | spółka wydawnicza, powiązana personalnie i organizacyjnie z Fratria Sp. z o.o., jej jedynym udziałowcem posiadającym 2250 udziałów o łącznej wartości 225.000,00 zł | Michał Karnowski        | członek Rady Nadzorczej  |
| Syssitia Sp. z o.o.**                                                                                          | 2015                         | spółka wydawnicza, powiązana personalnie i organizacyjnie z Fratria Sp. z o.o., jej jedynym udziałowcem posiadającym 2250 udziałów o łącznej wartości 225.000,00 zł | Romuald Orzeł           | członek Rady Nadzorczej  |
| Towarzystwo Edukacji Finansowej (TEFIN, wcześniej Stowarzyszenie Młodzi Dla Tychów)                            | 2003                         | stowarzyszenie świadczące usługi wydawnicze i szkoleniowe, współpracuje i prowadzi działalność pod wspólnym adresem wraz ze SKOK PIAST w Tychach |                         |                          |
| Towarzystwo Ubezpieczeń na Życie SKOK S.A. (TUnŻ SKOK S.A.)*                                                   | 1999                         | spółka oferuje dla członków SKOK ubezpieczenia na życie. Udziałowcami spółki są SKOK Holding S.à.r.l., Kasa Krajowa oraz Towarzystwo Ubezpieczeń Wzajemnych SKOK (TUW SKOK). | Grzegorz Buczkowski     | członek Zarządu          |
| Towarzystwo Ubezpieczeń na Życie SKOK S.A. (TUnŻ SKOK S.A.)*                                                   | 1999                         | spółka oferuje dla członków SKOK ubezpieczenia na życie. Udziałowcami spółki są SKOK Holding S.à.r.l., Kasa Krajowa oraz Towarzystwo Ubezpieczeń Wzajemnych SKOK (TUW SKOK). | Grzegorz Bierecki       | członek Rady Nadzorczej  |
| Towarzystwo Ubezpieczeń na Życie SKOK S.A. (TUnŻ SKOK S.A.)*                                                   | 1999                         | spółka oferuje dla członków SKOK ubezpieczenia na życie. Udziałowcami spółki są SKOK Holding S.à.r.l., Kasa Krajowa oraz Towarzystwo Ubezpieczeń Wzajemnych SKOK (TUW SKOK). | Jarosław Bierecki       | członek Rady Nadzorczej  |
| Towarzystwo Ubezpieczeń na Życie SKOK S.A. (TUnŻ SKOK S.A.)*                                                   | 1999                         | spółka oferuje dla członków SKOK ubezpieczenia na życie. Udziałowcami spółki są SKOK Holding S.à.r.l., Kasa Krajowa oraz Towarzystwo Ubezpieczeń Wzajemnych SKOK (TUW SKOK). |                         | członek Rady Nadzorczej  |
| Towarzystwo Ubezpieczeń Wzajemnych SKOK (TUW SKOK)*                                                            | 1993                         | spółka oferuje dla członków SKOK ubezpieczenia majątkowe i pozostałe ubezpieczenia osobowe. Udziałowcami spółki są: – SKOK Holding S.à.r.l., – Kasa Krajowa, – Asekuracja Sp. z o.o., oraz część SKOK-ów. | Grzegorz Buczkowski     | członek Zarządu          |
| Towarzystwo Ubezpieczeń Wzajemnych SKOK (TUW SKOK)*                                                            | 1993                         | spółka oferuje dla członków SKOK ubezpieczenia majątkowe i pozostałe ubezpieczenia osobowe. Udziałowcami spółki są: – SKOK Holding S.à.r.l., – Kasa Krajowa, – Asekuracja Sp. z o.o., oraz część SKOK-ów. | Grzegorz Bierecki       | członek Rady Nadzorczej  |
| Towarzystwo Ubezpieczeń Wzajemnych SKOK (TUW SKOK)*                                                            | 1993                         | spółka oferuje dla członków SKOK ubezpieczenia majątkowe i pozostałe ubezpieczenia osobowe. Udziałowcami spółki są: – SKOK Holding S.à.r.l., – Kasa Krajowa, – Asekuracja Sp. z o.o., oraz część SKOK-ów. | Jarosław Bierecki       | członek Rady Nadzorczej  |
| Towarzystwo Ubezpieczeń Wzajemnych SKOK (TUW SKOK)*                                                            | 1993                         | spółka oferuje dla członków SKOK ubezpieczenia majątkowe i pozostałe ubezpieczenia osobowe. Udziałowcami spółki są: – SKOK Holding S.à.r.l., – Kasa Krajowa, – Asekuracja Sp. z o.o., oraz część SKOK-ów. |                         | członek Rady Nadzorczej  |
| Towarzystwo Zarządzające SKOK Sp. z o.o.**                                                                     | 2008                         | spółka pełni rolę komplementariusza (wspólnika) w wielu spółkach należących do systemu (holdingu) SKOK: – Premium Management Sp. z o.o., – Stefczyk Finanse Towarzystwo Zarządzające SKOK Sp. z o.o. S.K.A., – Stefczyk Nieruchomości Towarzystwo Zarządzające SKOK Sp. z o.o. S.K.A., – Stefczyk Leasing Towarzystwo Zarządzające SKOK Sp. z o.o. S.K.A., – Wspólnota Finanse Towarzystwo Zarządzające SKOK Sp. z o.o. S.K.A., – Towarzystwo Zarządzające SKOK Sp. z o.o. S.K.A. Udziałowcami spółki są Asekuracja Sp. z o.o. oraz Fundacja im. Franciszka Stefczyka. Z tytułu świadczonych usług na rzecz SKOK, m.in. w związku z administracją majątku wniesionego przez SKOK-i do spółki, w 2013 roku SKOK-i poniosły koszty w wysokości ponad 75,6 mln zł.                                                             | Grzegorz Buczkowski     | członek Rady Nadzorczej  |
| Towarzystwo Zarządzające SKOK Sp. z o.o.**                                                                     | 2008                         | spółka pełni rolę komplementariusza (wspólnika) w wielu spółkach należących do systemu (holdingu) SKOK: – Premium Management Sp. z o.o., – Stefczyk Finanse Towarzystwo Zarządzające SKOK Sp. z o.o. S.K.A., – Stefczyk Nieruchomości Towarzystwo Zarządzające SKOK Sp. z o.o. S.K.A., – Stefczyk Leasing Towarzystwo Zarządzające SKOK Sp. z o.o. S.K.A., – Wspólnota Finanse Towarzystwo Zarządzające SKOK Sp. z o.o. S.K.A., – Towarzystwo Zarządzające SKOK Sp. z o.o. S.K.A. Udziałowcami spółki są Asekuracja Sp. z o.o. oraz Fundacja im. Franciszka Stefczyka. Z tytułu świadczonych usług na rzecz SKOK, m.in. w związku z administracją majątku wniesionego przez SKOK-i do spółki, w 2013 roku SKOK-i poniosły koszty w wysokości ponad 75,6 mln zł.                                                             | Romuald Orzeł           | członek Rady Nadzorczej  |
| Towarzystwo Zarządzające SKOK Sp. z o.o. S.K.A.**                                                              | 2008                         | spółka świadczy usługi na rzecz kas, w szczególności dla tzw. „Kas Stefczyka”. do których należą: SKOK im. Franciszka Stefczyka, SKOK im. Unii Lubelskiej, SKOK Centrum oraz SKOK „Wybrzeże”, komplementariuszem (wspólnikiem) jest Towarzystwo Zarządzające SKOK Sp. z o.o. | Grzegorz Bierecki       | członek Rady Nadzorczej  |
| Towarzystwo Zarządzające SKOK Sp. z o.o. S.K.A.**                                                              | 2008                         | spółka świadczy usługi na rzecz kas, w szczególności dla tzw. „Kas Stefczyka”. do których należą: SKOK im. Franciszka Stefczyka, SKOK im. Unii Lubelskiej, SKOK Centrum oraz SKOK „Wybrzeże”, komplementariuszem (wspólnikiem) jest Towarzystwo Zarządzające SKOK Sp. z o.o. | Jarosław Bierecki       | członek Rady Nadzorczej  |
| Towarzystwo Zarządzające SKOK Sp. z o.o. S.K.A.**                                                              | 2008                         | spółka świadczy usługi na rzecz kas, w szczególności dla tzw. „Kas Stefczyka”. do których należą: SKOK im. Franciszka Stefczyka, SKOK im. Unii Lubelskiej, SKOK Centrum oraz SKOK „Wybrzeże”, komplementariuszem (wspólnikiem) jest Towarzystwo Zarządzające SKOK Sp. z o.o. | Grzegorz Buczkowski     | członek Rady Nadzorczej  |
| Towarzystwo Zarządzające SKOK Sp. z o.o. S.K.A.**                                                              | 2008                         | spółka świadczy usługi na rzecz kas, w szczególności dla tzw. „Kas Stefczyka”. do których należą: SKOK im. Franciszka Stefczyka, SKOK im. Unii Lubelskiej, SKOK Centrum oraz SKOK „Wybrzeże”, komplementariuszem (wspólnikiem) jest Towarzystwo Zarządzające SKOK Sp. z o.o. |                         | członek Rady Nadzorczej  |
| Wspólnota Finanse Towarzystwo Zarządzające SKOK Sp. z o.o. S.K.A.**                                            | 2012                         | | Grzegorz Buczkowski     | członek Rady Nadzorczej  |
| Xtrade S.A. | 2001                         | | Grzegorz Buczkowski     | członek Rady Nadzorczej  |

Kasa Krajowa oraz spółki oznaczone powyżej znakiem (* ) prowadzą działalność pod wspólnym adresem w Sopocie (81-743 Sopot, ulica Władysława IV 22). Natomiast SKOK im. Franciszka Stefczyka oraz spółki oznaczone powyżej znakiem (** ) prowadzą działalność pod wspólnym adresem w Gdyni. Z kolei spółki oznaczone powyżej znakiem (*** ) prowadzą działalność pod wspólnym adresem w Gdańsku.
W 2012 r. wynagrodzenia osób wchodzących w skład władz tylko w 12 podmiotach systemu SKOK, które ujawniły stosowne dane, wyniosły co najmniej 17 mln zł. Z kolei zarządy i rady nadzorcze spółek powiązanych ze SKOK Holding S.à.r.l. otrzymały za 2012 r. wynagrodzenie w wysokości co najmniej 14 mln zł.
W 2015 roku z tytułu zasiadania w radach nadzorczych spółek systemu (holdingu) SKOK Grzegorz Bierecki uzyskał przychód 3,25 mln zł, natomiast jego brat Jarosław Bierecki otrzymał wynagrodzenie w wysokości 935 tys. zł.

## Historia i cele

### XIX wiek
W chwili śmierci Raiffeisena w 1888 roku, spółdzielczość oszczędnościowo-kredytowa funkcjonowała już między innymi we Włoszech, Francji, Holandii, Anglii i Austrii, a na przełomie XIX i XX stuleci dotarła na kontynent amerykański.
W Polsce inicjatorem spółdzielczego ruchu oszczędnościowo-kredytowego był Franciszek Stefczyk, który w 1889 roku, podczas pobytu w Westfalii, poznał system wiejskich kas spółdzielczych zainicjowanych przez Raiffeisena. Były one wówczas rozpowszechnione zarówno w Niemczech, jak i w Austrii. Po powrocie do kraju na zjeździe Kółek Rolniczych we Lwowie, wystąpił z inicjatywą uruchomienia dostosowanych do warunków polskich spółdzielni oszczędnościowo-pożyczkowych. Inicjatywę tę zrealizował w styczniu 1890, w podkrakowskiej wsi Czernichów, gdzie pracował jako nauczyciel w podległej Krakowskiemu Towarzystwu Rolniczemu Średniej Szkole Rolniczej. Była to pierwsza na ziemiach polskich wiejska spółdzielnia oszczędnościowo-kredytowa – oparta na modelu opracowanym przez Raiffeisena. W Polsce okresu międzywojennego liczba kas sięgała 3500 i należało do nich ok. 1,5 mln członków. Przypisuje się im znaczną rolę w rozwoju usług i drobnej przedsiębiorczości w świeżo odrodzonej Polsce. Rozwój ten został przerwany na czas II wojny światowej.

### XX wiek
Po II wojnie światowej reaktywowano spółdzielnie oszczędnościowo-pożyczkowe według przedwojennych zasad i statutów. Tworzono je także na Ziemiach Odzyskanych. Od 1950 roku działały jako Gminne Kasy Spółdzielcze. Centralą finansową, organizacyjną i rewizyjną był Bank Rolny. Zachowana została w ten sposób spółdzielczość oszczędnościowa-kredytowa włącznie z całym zapleczem, pracownikami i placówkami, którą zlikwidowano w innych krajach bloku wschodniego (np. na Węgrzech kasy oszczędnościowo-pożyczkowe reaktywowano dopiero w 1956 roku). W 1952 zniesiono możliwość prowadzenia działalności oszczędnościowej na własny rachunek, którą przejęła Powszechna Kasa Oszczędności. W 1956 roku przywrócono to prawo oraz nazwę spółdzielni oszczędnościowo-pożyczkowych. W 1957 roku powołano Związek Spółdzielni Oszczędnościowo-Pożyczkowych jako centralę organizacyjno-rewizyjną (związek rewizyjny). Art. 36. Ustawy o prawie bankowym z 1960 roku dawał spółdzielniom oszczędnościowo-pożyczkowym prawo używania nazwy „bank” z dodaniem wyrazu „spółdzielczy” lub „ludowy”. Część spółdzielni wykorzystując to prawo używała nazwy mieszanej, zachowując częściowo dotychczasową nazwę, np.: „Spółdzielnia Oszczędnościowo-Pożyczkowa Bank Spółdzielczy”. W 1964 roku Związek Spółdzielni Oszczędnościowo-Pożyczkowych zmienia się na Centralny Związek Spółdzielni Oszczędnościowo-Pożyczkowych. W 1974 roku ograniczono kompetencje Centralnego Związku SOP, a w 1975 roku połączono go z Bankiem Rolnym tworząc państwowo-spółdzielczy Bank Gospodarki Żywnościowej, w którym 54% udziałów posiadał Skarb Państwa, a 46% posiadały banki spółdzielcze. Spółdzielnie oszczędnościowo-pożyczkowe zostały zobligowane do używania ujednoliconej nazwy ze słowami „bank spółdzielczy”, stając się jednocześnie bankami w pełni tego słowa znaczeniu, na podstawie Ustawy o prawie bankowym z 1975 roku. BGŻ do 1990 roku pełnił funkcję związku rewizyjnego i banku zrzeszającego z mocy prawa wobec banków spółdzielczych. Po 1990 roku utracił tę funkcję, a banki spółdzielcze zaczęły się samodzielnie zrzeszać, często dobrowolnie kontynuując zrzeszanie się w BGŻ. Po wejściu w życie Ustawy o funkcjonowaniu banków spółdzielczych z 2000 roku BGŻ starał się o przyznanie licencji banku zrzeszającego od Komisji Nadzoru Finansowego, ale nie uzyskał jej.
W ten sposób, w wyniku ewolucji, kontynuatorami przedwojennej działalności spółdzielni oszczędnościowych są dziś banki spółdzielcze.

#### III Rzeczpospolita – początek działalności SKOK
Szczególną rolę w tworzeniu i działalności SKOK-ów w III Rzeczypospolitej odegrał Grzegorz Bierecki, jego brat Jarosław Bierecki, Adam Jedliński, Grzegorz Buczkowski, Lech Kaczyński oraz Fundacja na rzecz Polskich Związków Kredytowych (FPZK), powołana 30 lipca 1990 roku przez Światową Radę Związków Kredytowych (World Council of Credit Unions Inc., WOCCU). Fundacja miała za zadanie udzielać pomocy prawnej, organizacyjnej i finansowej dla tworzących się SKOK-ów (otrzymała kilkumilionową dotację z Amerykańskiej Agencji Rozwoju Międzynarodowego). W jej zarządzie zasiedli Grzegorz Bierecki (był prezesem Fundacji od jej powstania do momentu likwidacji w lutym 2011 roku), jego brat Jarosław i Adam Jedliński. Pierwszym przewodniczącym Rady Nadzorczej Fundacji był Lech Kaczyński, który przed jej powstaniem powołał grupę, która miała dostosować amerykański model unii kredytowych do polskich warunków – tworząc zarys systemu SKOK. Fundator (WOCCU) przeznaczył na jej działalność kwotę w wysokości około 70,7 tysiąca dolarów (671,7 mln zł – wartość przed denominacją złotego). Początkowo, brak regulacji prawnych ograniczał tworzenie kas wyłącznie do sfery zakładów pracy oraz parafii (od których często dziedziczyły swoje nazwy), do których zastosowanie miała ustawa z dnia 16 września 1982 r. – Prawo spółdzielcze i ustawa z dnia 8 października 1982 r. o związkach zawodowych.
Dzięki ustawie z dnia 23 maja 1991 roku (Art. 39) obok Pracowniczych Kas Zapomogowo-Pożyczkowych (PKZP) w zakładach pracy mogły powstawać SKOK-i. Pierwszy SKOK powstał 31 sierpnia 1992 roku w Elektrociepłowni „Gdańsk”. Kolejne zostały utworzone w Elektrowni Kozienice i Hucie Katowice. W końcu 1992 roku funkcjonowało 13 kas, do których należało 14 tys. klientów (członków). Z inicjatywy Grzegorza Biereckiego kilka z nich utworzyło wówczas spółdzielnię Kas – Krajową Spółdzielczą Kasę Oszczędnościowo-Kredytową (Kasę Krajową, Krajową SKOK, KSKOK). Miała ona dbać o bezpieczeństwo powierzonych SKOK-om pieniędzy. Początkowo przynależność do Kasy Krajowej była dobrowolna i część SKOK-ów nie uznało jej zwierzchnictwa. Prezesem Kasy Krajowej został Grzegorz Bierecki (sprawował tę funkcję od powstania Kasy Krajowej w 1992 roku do 9 października 2012 r.), a przewodniczącym rady nadzorczej – Adam Jedliński (zmarł w listopadzie 2017). Fundacja na rzecz Polskich Związków Kredytowych (FPZK) posiadała większościowy udział w kapitałach Kasy Krajowej i będąc jej głównym udziałowcem, od początku kontrolowała działalność tej instytucji. Szczegółowe zasady organizowania i działania SKOK-ów oraz role Kasy Krajowej określiło rozporządzenie rady ministrów z 19 grudnia 1992 r. Dwa lata później była już ponad setka kas, a liczba członków wzrosła do 46 tys. W 1993 roku Fundacja na rzecz Polskich Związków Kredytowych (FPZK) powołała spółkę H and S Sp. z o.o. świadczącą usługi informatyczne dla SKOK-ów i dostawca wspólnego systemu finansowo-księgowego pod nazwą SkokCom, rozwijanego od 1992 roku.
Na podstawie ustawy z dnia 14 grudnia 1995 r. o spółdzielczych kasach oszczędnościowo-kredytowych część Pracowniczych Kas Zapomogowo-Pożyczkowych (PKZP) przekształciła się w spółdzielcze kasy oszczędnościowo-kredytowe (SKOK), które zostały obligatoryjnie zrzeszone i miały być nadzorowane przez Krajową Spółdzielczą Kasę Oszczędnościowo-Kredytową (Kasę Krajową, Krajową SKOK, KSKOK). Ustawa stworzyła podstawę funkcjonowania SKOK-ów jako spółdzielni finansowych, których celem miało być oszczędzanie i udzielanie pożyczek członkom w ramach kasy. Przepisy regulujące zasady tworzenia, organizacji i działalności kas zostały zawarte również w statutach poszczególnych SKOK. Zgodnie z ustawą o SKOK z 1995 roku członkiem kasy mogły być osoby połączone więzią o charakterze zawodowym lub organizacyjnym (należących do tej samej organizacji). W tym celu w 1997 roku zostało założone Stowarzyszenie Krzewienia Edukacji Finansowej (SKEF), we władzach której zasiada żona Grzegorza Biereckiego. Dla części SKOK zapisanie się do SKEF jest traktowane jako spełnienie warunku członkostwa zapisanego w ustawie. Pod koniec lat 90. prowadziło działalność 256 SKOK-ów.

### XXI wiek
Integracja sektora SKOK sprawia, że kasy korzystają z tego samego systemu informatycznego (system transakcyjny SkokCom) opracowanego przez firmę H and S Sp. z o.o. (obecnie Aplitt S.A.) kontrolowaną przez Kasę Krajową, wpłacają do Kasy Krajowej składki, korzystają również ze wspólnego budżetu marketingowego kas. Ponadto SKOK-i oferują swoim członkom te same produkty ubezpieczeniowe marki SKOK Ubezpieczenia zrzeszającej Towarzystwo Ubezpieczeń na Życie SKOK S.A. oraz Towarzystwo Ubezpieczeń Wzajemnych SKOK (TUW SKOK). Wraz z rozbudową systemu SKOK, część kas rozszerzało obszar działalności na teren całego kraju.
Postanowieniem z dnia 19 czerwca 2007 roku prezydent RP Lech Kaczyński nadał najwyższe odznaczenia państwowe 30 osobom związanym z systemem SKOK, w tym dwóm wiceprezesom i trzem członkom rady nadzorczej Kasy Krajowej oraz prezesom części SKOK. W tym samym roku odznaczenie Krzyżem Kawalerskim Orderu Odrodzenia Polski otrzymał również Grzegorz Bierecki, prezes Kasy Krajowej, prezes Fundacji na rzecz Polskich Związków Kredytowych i członek rad nadzorczych wielu spółek należących do systemu SKOK.
12 października 2007 roku w Luksemburgu została zarejestrowana spółka SKOK Holding S.à.r.l., która przejęła udziały w Krajowej SKOK i sieć należących do niej spółek. Tym samym przejęła dominującą rolę w systemie (holdingu) SKOK jaką pełniła Kasa Krajowa. Prezesem spółki został jej założyciel Grzegorz Bierecki. Do 2014 roku do SKOK Holding S.à.r.l. trafiło co najmniej 140 mln zł ze składek odprowadzanych przez poszczególne SKOK-i.
18 lutego 2010 r. nastąpiło połączenie spółek H and S Sp. z o.o. i H and S Outsourcing Sp. z o.o., które od tego dnia działają pod nazwą Hardware Software Outsourcing Sp. z o.o. (HSO). 18 listopada 2010 r. HSO zostało przejęte przez Towarzystwo Finansowe SKOK S.A. (TF SKOK, od 30 listopada 2015 działa pod nazwą Aplitt S.A.).
W 2010 roku spółka SKOK Holding S.à.r.l. została wspólnikiem firmy Geotermia Toruń, której udziały w większości należą do Fundacji „Lux Veritatis” założonej przez redemptorystów Jana Króla i Tadeusza Rydzyka. W lutym 2013 roku Fundacja „Lux Veritatis” otrzymała od SKOK im. Franciszka Stefczyka promesę kredytową na kwotę 15 mln zł, która pozwoliła wypełnić wymogi formalne uzyskania od Krajowej Rady Radiofonii i Telewizji (KRRiT) miejsca na multipleksie (wcześniej Fundacja „Lux Veritatis” została członkiem tej Kasy).
4 grudnia 2010 roku w Sopocie został powołany Spółdzielczy Instytut Naukowy Spółdzielnia Pracy (SIN SP) przez Grzegorza Biereckiego i jego brata Jarosława, ich żony oraz Adama Jedlińskiego i jego córkę, a także wieloletnią księgową Fundacji na rzecz Polskich Związków Kredytowych (FPZK) oraz trzech bliskich współpracowników Biereckiego. 9 grudnia dokonano rejestracji SIN SP. Tydzień później Światowa Rada Związków Kredytowych postanowiła zlikwidować Fundację na rzecz Polskich Związków Kredytowych (FPZK). Wprowadzono też zmiany w statucie fundacji. Wynikało z nich, że majątek pozostały po likwidacji przekazany zostanie Spółdzielczemu Instytutowi Naukowemu Spółdzielnia Pracy (SIN SP). W dniu 30 grudnia 2010 r. zarząd fundacji podjął decyzję o przekazaniu czterech nieruchomości o wartości 32,72 mln zł w formie aportu na podwyższenie kapitału zakładowego do spółki FPZK – Inwestycje Sp. z o.o. – zarejestrowanej w dniu 10 grudnia 2010 r. – której jedynym właścicielem była fundacja, a zarząd spółki stanowili: Grzegorz Bierecki, jego brat Jarosław Bierecki oraz Adam Jedliński. Dzień później zarząd fundacji postawił z dniem 1 stycznia 2011 r. fundację w stan likwidacji. Majątek zgromadzony przez fundację w trakcie prowadzenia przez nią blisko 20-letniej działalności, według bilansu na datę 1 stycznia 2011 r., wynosił 77,35 mln zł. Decyzją Światowej Unii Związków Kredytowych (WOCCU), której sekretarzem był wówczas Grzegorz Bierecki, 31 stycznia 2011 roku Spółdzielczy Instytut Naukowy Spółdzielnia Pracy przejął majątek oraz wszelkie prawa i obowiązki fundacji, a 17 sierpnia tego samego roku został przekształcony w spółkę Spółdzielczy Instytut Naukowy Sp. z o.o. (SIN Sp. z o.o.). Grzegorz Bierecki objął w SIN Sp. z o.o. 1 tys. udziałów, jego brat i Adam Jedliński – po 600, pełniący funkcję prezesa spółki Janusz Ossowski – 3 udziały, a pozostali założyciele – po jednym. Zmiana Spółdzielczego Instytutu Naukowego Spółdzielnia Pracy w spółkę z o.o. pozwoliła udziałowcom czerpać dywidendy z SIN. 31 października 2012 roku, cztery dni po wejściu w życie ustawy z 2009 roku ustanawiającej KNF nadzorcą SKOK-ów, w tym Kasy Krajowej, na podstawie decyzji Walnego Zgromadzenia Wspólników dokonano przekształcenia spółki Spółdzielczy Instytut Naukowy Sp. z o.o. w Spółdzielczy Instytut Naukowy G. Bierecki Sp.j. Majątek pochodzący z likwidacji spółdzielni, w wyniku przekształceń spółdzielni pracy w spółkę z ograniczoną odpowiedzialnością, a następnie w spółkę jawną, stanowił aktywa Spółdzielczego Instytutu Naukowego G. Bierecki Sp.j. założonego przez Grzegorza Biereckiego, jego brata Jarosława Biereckiego oraz Adama Jedlińskiego. Tym samym majątek Fundacji na rzecz Polskich Związków Kredytowych (FPZK) – decyzją fundatora tejże Fundacji – stał się własnością prywatnej spółki.
Prezes i wiceprezes SKOK Wołomin usłyszeli zarzuty działania na szkodę kierowanej przez nich firmy i działania w zorganizowanej grupie przestępczej, zajmującej się uzyskiwaniem pożyczek w SKOK Wołomin. Pod koniec 2014 roku doszło do szeregu zatrzymań w SKOK „Wołomin”. Prezes i wiceprezes zostali zatrzymani pod zarzutem działania na szkodę kasy przez wyłudzanie pożyczek na podstawione osoby i sfałszowane dokumenty, zaś członek zarządu został zatrzymany pod zarzutem zlecenia pobicia pracownika KNF. Kasa została postawiona pod zarząd komisaryczny. W ramach gwarancji depozytów jej członkom wypłacono z BFG łącznie 2,25 mld zł, jednak ok. 800 członków, których wkłady przekraczały limit gwarancji w wysokości 100 tys. euro zostało poszkodowanych łącznie na 120 mln zł. Szacuje się, że straty z tytułu niespłaconych pożyczek to ok. 3 miliardy zł. Do końca sierpnia 2017 w związku z aferą postawiono zarzuty 723 osobom. Piotrowi P. (oficerowi WSI, wiceprzewodniczącemu Rady Nadzorczej SKOK „Wołomin”) postawiono 766 zarzutów dotyczących oszustwa na kwotę 1,4 miliarda zł i prania brudnych pieniędzy na kwotę 161 milionów zł. Mariuszowi G. (prezesowi zarządu SKOK „Wołomin”) postawiono 539 zarzutów dotyczących niekorzystnego rozporządzania mieniem o wartości 660 milionów zł. Prawomocnie skazano 90 osób.
W latach 2012–2013 Towarzystwo Ubezpieczeń Wzajemnych SKOK (TUW SKOK), w którego władzach zasiadał m.in. Grzegorz Bierecki, wypowiedziało wszystkim kasom umowy o zabezpieczeniu depozytów, co spowodowało, iż przez kilka miesięcy wkłady w SKOK-ach nie były w żaden sposób zabezpieczone.
W 2017 roku prezydent RP Andrzej Duda odznaczył Krzyżem Kawalerskim Orderu Odrodzenia Polski Jarosława Biereckiego, współtwórcę systemu SKOK, prezesa Fundacji Wspierania Ubezpieczeń Wzajemnych oraz członka rad nadzorczych wielu innych spółek należących do systemu SKOK „za wybitne zasługi dla gospodarki”.
W czerwcu 2019 sąd skazał byłych członków zarządu Południowo-Zachodniej SKOK (od 2010 roku pod nazwą SKOK Wspólnota), prezesa Andrzeja P. i nielegalnie wybranego wiceprezesa Jerzego G. na rok więzienia bez zawieszenia za próbę wyłudzenia blisko 13mln zł z tej Kasy w 2008 roku.

### Statystyki z lat 1992–2019
Rozwój spółdzielczych kas oszczędnościowo-kredytowych w Polsce przedstawia poniższa tabela, zawierająca dane dotyczące kas działających na koniec danego roku:
|      | Liczba kas | Liczba oddziałów i filii | Liczba członków (w tys.) | Aktywa (w tys. zł.) | Depozyty (w tys. zł.) | Pożyczki (w tys. zł.) |
| ---- | ---------- | ------------------------ | ------------------------ | ------------------- | --------------------- | --------------------- |
| 1992 |            | 13                       | 14                       | 4277                | 3565                  | 2985                  |
| 1993 |            | 32                       | 21                       | 11 173              | 8528                  | 8697                  |
| 1994 |            | 106                      | 46                       | 35 446              | 29 362                | 25 650                |
| 1995 |            | 137                      | 85                       | 100 752             | 91 570                | 83 431                |
| 1996 |            | 168                      | 138                      | 219 443             | 190 446               | 160 843               |
| 1997 |            | 237                      | 194                      | 368 260             | 312 562               | 280 598               |
| 1998 |            | 290                      | 259                      | 590 376             | 528 376               | 412 482               |
| 1999 |            | 420                      | 306                      | 882 727             | 740 056               | 668 386               |
| 2000 |            | 560                      | 394                      | 1 199 362           | 995 251               | 865 748               |
| 2001 |            | 680                      | 525                      | 1 752 316           | 1 558 436             | 1 235 554             |
| 2002 |            | 923                      | 703                      | 2 455 086           | 2 253 906             | 1 659 780             |
| 2003 |            | 1285                     | 924                      | 3 343 652           | 3 111 630             | 2 212 939             |
| 2004 |            | 1461                     | 1169                     | 4 228 673           | 3 937 924             | 2 856 265             |
| 2005 |            | 1553                     | 1395                     | 5 329 024           | 4 989 570             | 3 502 929             |
| 2006 | 70         | 1589                     | 1551                     | 5 969 789           | 5 552 966             | 4 047 299             |
| 2007 | 67         | 1663                     | 1669                     | 7 324 988           | 6 705 001             | 5 147 320             |
| 2008 | 62         | 1757                     | 1856                     | 9 446 921           | 8 604 073             | 6 932 627             |
| 2009 | 62         | 1801                     | 2026                     | 11 637 339          | 10 842 415            | 8 411 273             |
| 2010 | 59         | 1851                     | 2177                     | 14 014 363          | 13 028 073            | 9 792 675             |
| 2011 | 59         | 1934                     | 2315                     | 15 598 200          | 14 518 197            | 10 906 655            |
| 2012 | 55         | 1987                     | 2591                     | 16 805 349          | 15 491 190            | 11 090 601            |
| 2013 | 55         | 1892                     | 2660                     | 18 668 443          | 17 431 805            | 12 035 777            |
| 2014 | 50         | 1724                     | 2192                     | 13 285 508          | 12 007 149            | 7 015 458             |
| 2015 | 48         | 1577                     | 2095                     | 12 409 689          | 11 873 273            | 6 524 441             |
| 2016 | 40         | 1232                     | 1926                     | 11 323 031          | 10 942 737            | 6 271 210             |
| 2017 | 34         | 1019                     | 1705                     | 10 340 071          | 9 802 733             | 6 038 542             |
| 2018 | 30         | 874                      | 1 549                    | 9 580 200           | 9 048 327             | 5 908 131             |
| 2019 | 25         | 779                      | 1 402                    | 9 344 296           | 8 711 897             | 6 035 770             |
| 2020 | 23         | 737                      | 1376                     | 9 535 680           | 8 863 908             | 6 530 625             |
| 2021 | 22         | 731                      | 1351                     | 10 054 068          | 9 445 598             | 6 931 029             |

## Ustawa o SKOK
Pierwsza ustawa o spółdzielczych kasach oszczędnościowo-kredytowych została uchwalona 14 grudnia 1995 roku przez Sejm II kadencji. W prace nad ustawą zaangażowana była kancelaria prawna Adama Jedlińskiego należąca do systemu (holdingu) SKOK. Pod rządami ustawy z 1995 roku SKOK-i, co do zasady mogły udzielać kredytów i pożyczek na okres do 36 miesięcy, z tym, że na cele mieszkaniowe pożyczki mogły być udzielane na okres do 60 miesięcy. Nakładała na SKOK-i obowiązek odprowadzania 1,22% aktywów na działający przy Kasie Krajowej tzw. fundusz stabilizacyjny, którego celem miało być finansowanie programów naprawczych Kas mających problemy finansowe. W wyniku nowelizacji ustawy o SKOK w roku 2007 został wykreślony zapis o limicie okresu kredytowania. Jednakże po zaskarżeniu tej zmiany do Trybunału Konstytucyjnego, w wyniku wyroku Trybunału zapis został przywrócony w pierwszej połowie 2009 r. Czasowe zniesienie ograniczeń dotyczących okresu kredytowania wpłynęło na wzrost aktywności kredytowej SKOK w zakresie finansowania długoterminowego.
Druga ustawa o spółdzielczych kasach oszczędnościowo-kredytowych została uchwalona 5 listopada 2009 roku przez Sejm VI kadencji. Prace nad tą ustawą zostały wszczęte w związku z dynamicznym rozwojem kas, w tym z uwagi na znaczącą kwotę depozytów zgromadzonych przez system (holding) SKOK oraz dużą liczbę członków korzystających z usług tego sektora. Przewidywała ona objęcie państwowego nadzoru systemu SKOK przez Komisję Nadzoru Finansowego (KNF). Nowe przepisy nie weszły w życie w 2010 roku ze względu na decyzję prezydenta RP Lecha Kaczyńskiego o skierowaniu ustawy do kontroli Trybunału Konstytucyjnego, w zakresie zgodności jej przepisów z ustawą zasadniczą. Prace nad wnioskiem o skierowanie ustawy do Trybunału nadzorowane były przez ówczesnego szefa prezydenckiego Biura Prawa i Ustroju i podsekretarza stanu w Kancelarii Prezydenta RP Andrzeja Dudę oraz konsultowane były z prezesem Kasy Krajowej Grzegorzem Biereckim, a także przewodniczącym rady nadzorczej Kasy Krajowej Adamem Jedlińskim. Wniosek został wysłany w ostatnim możliwym terminie, 30 listopada 2009 roku, na 35 minut przed północą. W dokumentach uzasadniających wniosek o weto znalazły się trzy analizy: wszystkie przygotowane na zlecenie SKOK-ów. Po zmodyfikowaniu zakresu skargi przez prezydenta RP Bronisława Komorowskiego oraz jej rozpatrzeniu przez Trybunał, ustawa weszła w życie 27 października 2012 r. Ustawa: Bronisław Komorowski podjął bezprecedensową decyzję o wycofaniu uwag skierowanych do Trybunału Konstytucyjnego przez poprzedniego prezydenta. Decyzja ta wzbudziła szereg kontrowersji prawnych. Kancelaria Bronisława Komorowskiego utrzymywała, że podejmując taką decyzję, kierował się on opiniami ekspertów, z którymi była ona konsultowana. Tymczasem – jak podała kancelaria – po tych konsultacjach „nie zachował się materialny substrat”. Nieznane są zatem faktyczne podstawy ograniczenia przez Bronisława Komorowskiego wniosku, jaki do Trybunału skierował Lech Kaczyński.
- ponownie zniosła ograniczenia, co do okresu kredytowania,
- wprowadziła państwowy nadzór Komisji Nadzoru Finansowego nad spółdzielczymi kasami oszczędnościowo-kredytowymi oraz Kasą Krajową,
- przeniosła kompetencje nadzorcze Kasy Krajowej nad SKOK-ami na Komisję Nadzoru Finansowego,
- określiła rolę Kasy Krajowej jako spółdzielni osób prawnych, w której wszystkie SKOK-i mają obowiązek zrzeszania się, kontrolującej ich działalność pod kątem zgodności z ustawą i zaleceniami nadzorczymi KNF oraz zabezpieczającej płynność SKOK-ów poprzez Fundusz Stabilizacyjny[90][94]

W wyniku ustawy z dnia 19 kwietnia 2013 roku uchwalonej przez Sejm VII kadencji, nowelizującej ustawę z dnia 5 listopada 2009 roku o spółdzielczych kasach oszczędnościowo-kredytowych (Dz. U. z 2013 r. poz. 613), wprowadzono następujące rozwiązania:
- środki pieniężne zgromadzone przez klientów (członków) SKOK zostały objęte z dniem 29 listopada 2013 r. ustawowym systemem gwarantowania depozytów przez Bankowy Fundusz Gwarancyjny[9]Bankowy Fundusz Gwarancyjny,
- poprawienie jakości zarządzania środkami dzięki wpływowi KNF na obsadę i kompetencje prezesów kierujących SKOK-ami,
- możliwość przejmowania przez banki kas mających problemy finansowe,
- wzmocnienie wiarygodności kas poprzez wprowadzenie rekomendacji KNF, obowiązku składania sprawozdań z obrotu środkami klientów (członków) SKOK,
- zwiększenie stabilności kas poprzez konieczność utrzymywania rezerw finansowych w Narodowym Banku Polskim (NBP)[96].

## Członkowie
Do ubiegania się o członkostwo w SKOK uprawnione są jedynie osoby fizyczne „połączone więzią o charakterze zawodowym lub organizacyjnym”, a w szczególności „pracownicy zatrudnieni w jednym lub kilku zakładach pracy lub osoby należące do tej samej organizacji społecznej lub zawodowej”. W rzeczywistości ustawowe ograniczenia dotyczące dostępu do systemu SKOK są pozorne. W praktyce do większości kas należeć może praktycznie każdy – wystarczy zostać członkiem jednego z otwartych stowarzyszeń, przy którym działa dana kasa. Osoby, które zdecydują się na przystąpienie do SKOK, uiszczają następujące opłaty (różniące się w zależności od SKOK-u): wpisowe, co najmniej jeden udział, wkład członkowski. Członkowie są również zobowiązani do comiesięcznych określonych minimalnych wpłat na rachunek oszczędnościowo-rozliczeniowy albo do założenia lokaty w SKOK (z obowiązku tego często wyłączani są emeryci i renciści). W przypadku rezygnacji z członkostwa kwota udziałów oraz wkład członkowski podlega zwrotowi w następnym roku po zatwierdzeniu przez Walne Zgromadzenie (Zebranie Przedstawicieli) sprawozdania finansowego za rok, w którym ustało członkostwo w Kasie. Wpisowe nie podlega zwrotowi.
Kasa jest obowiązana wypłacić po śmierci członka z jego wkładu członkowskiego i oszczędności:
1. koszty pogrzebu członka w takim zakresie, w jakim pogrzeb ten odpowiada zwyczajom przyjętym w środowisku zmarłego – osobie, która przedłoży rachunki stwierdzające wysokość poniesionych przez nią wydatków,
2. kwotę nieprzekraczającą ogółem sumy przeciętnego miesięcznego wynagrodzenia w gospodarce narodowej, ogłaszanej przez Prezesa Głównego Urzędu Statystycznego, w okresie 5 lat kalendarzowych poprzedzających wypłatę – jeżeli członek pisemnie wskazał kasie osoby, na których rzecz wypłata ma nastąpić; osobami wskazanymi przez członka mogą być jego małżonek, zstępni, rodzice, dziadkowie i rodzeństwo,
3. kwotę równą wpłatom na rachunki, dokonanym przez organ rentowy z tytułu świadczeń z ubezpieczeń i zabezpieczeń społecznych, które nie przysługiwały za okres po śmierci posiadacza rachunków, wskazaną we wniosku organu rentowego skierowanym do kasy, wraz z podaniem numerów rachunków, na które dokonano wpłat.

Do przekształcenia pracowniczej kasy zapomogowo-pożyczkowej w spółdzielczą kasę oszczędnościowo-kredytową wymagana jest uchwała walnego zebrania członków (delegatów) pracowniczej kasy zapomogowo-pożyczkowej.

## Organy
Organami SKOK są: walne zgromadzenie członków, rada nadzorcza, zarząd oraz komisja kredytowa. Członkami rady nadzorczej i zarządu mogą być osoby, które nie były prawomocnie skazane za przestępstwo karno-skarbowe. Krajowa SKOK określa wymogi kwalifikacyjne członków zarządu, dając rękojmię prowadzenia działalności kasy z zachowaniem bezpieczeństwa środków pieniężnych i wkładów w niej zgromadzonych. W skład zarządu wchodzi nie mniej niż 3 członków kasy. Do zadań komisji kredytowej należy w szczególności przedstawienie zarządowi: opinii w sprawie wniosków o udzielanie pożyczek i kredytów oraz przymusowego ściągnięcia niespłaconych w terminie pożyczek i kredytów.

## Gospodarka finansowa
Gospodarka finansowa SKOK polega na tworzeniu i wykorzystywaniu funduszy określonych w ustawie. Fundusz udziałowy powstaje z wpłat udziałów członkowskich lub innych źródeł określonych w odrębnych przepisach. Fundusz zasobowy powstaje z wpłat przez członków wpisowego, nadwyżki bilansowej, wartości majątkowych oraz innych źródeł określonych w odrębnych przepisach. Straty bilansowe są pokrywane z funduszu zasobowego, a w części przekraczającej fundusz zasobowy z funduszu udziałowego. Środki pieniężne, które nie są wykorzystywane na pożyczki i kredyty dla członków kasy, mogą być inwestowane z zachowaniem najwyższej staranności:
1. w obligacje i inne papiery wartościowe emitowane lub gwarantowane przez Skarb Państwa lub Narodowy Bank Polski,
2. jako lokaty, wkłady lub udziały w Kasie Krajowej,
3. jako lokaty w bankach do wysokości gwarantowanej przez Bankowy Fundusz Gwarancyjny,
4. w jednostki uczestnictwa funduszy rynku pieniężnego, o których mowa w art. 178 ustawy z dnia 27 maja 2004 r. o funduszach inwestycyjnych i zarządzaniu alternatywnymi funduszami inwestycyjnymi (Dz.U. z 2023 r. poz. 681).

Kasa ma obowiązek utrzymywać rezerwę płynną w wysokości nie mniejszej niż 10% funduszu oszczędnościowo-pożyczkowego. Rezerwę płynną stanowią środki pieniężne zgromadzone w kasie w formie gotówki lub w innych formach ustalonych przez Kasę Krajową.

## Funkcje nadzorcze i lustracyjne wobec spółdzielczej kasy oszczędnościowo-kredytowej
Do 2012 roku funkcje nadzorcze i lustracyjne wobec spółdzielczych kas oszczędnościowo-kredytowych pełniła wyłącznie Krajowa Spółdzielcza Kasa Oszczędnościowo-Kredytowa. Kasa Krajowa była jedynym w prawie polskim obowiązkowym związkiem rewizyjnym wobec zrzeszonych w niej spółdzielczych kas. Obowiązek zrzeszania spółdzielczych kas zagrożony był sankcją likwidacji i wykreślenia spółdzielczej kasy z rejestru sądowego.
Od 27 października 2012 roku spółdzielcze kasy oszczędnościowo-kredytowe, w tym Kasa Krajowa, działają pod państwowym nadzorem sprawowanym przez KNF. Od tej chwili KNF, dokonała szeregu działań o charakterze nadzorczym, w tym inspekcji w poszczególnych SKOK-ach.

## Sytuacja finansowa kas
Rozszerzanie działalności SKOK-ów na obszar całego kraju następowało wraz ze zwiększeniem oferty produktowej. Jednak udzielanie wysoko kwotowych pożyczek (w tym także pożyczek i kredytów na cele związane z prowadzeniem działalności gospodarczej) bez odpowiedniej oceny zdolności i wiarygodności kredytowej klientów (członków), a także zabezpieczenia spłaty doprowadziło do wzrostu wskaźników przeterminowań portfela pożyczek. Zjawisko to pociągnęło za sobą konieczność zwiększenia skali tworzenia odpisów aktualizujących należności przeterminowanych, co z kolei doprowadziło do wystąpienia problemów z płynnością finansową części SKOK-ów.
W lutym 2011 roku Bank Światowy przedstawił raport dotyczący działalności SKOK-ów w Polsce. Wskazał w nim na konflikt interesów pomiędzy Krajową Spółdzielczą Kasą Oszczędnościowo-Kredytową a SKOK-ami w niej zrzeszonymi oraz zalecił rozwiązania podnoszące efektywność nadzoru nad SKOK-ami i zwiększające stabilność systemu SKOK-ów w Polsce:
- jasne określenie ról Krajowej Spółdzielczej Kasy Oszczędnościowo-Kredytowej (KSKOK) oraz KNF w zakresie regulacji i nadzoru, z uwzględnieniem wyznaczonych im zadań oraz konkretnych obowiązków przewidzianych w ustawie o SKOK z 2009 roku i odnośnych przepisach wykonawczych,
- wzmocnienie ustawy o SKOK z 2009 roku przy pomocy szczegółowego, całościowego zestawu regulacji dotyczących norm ostrożnościowych i standardów działalności, dostęp SKOK-ów do państwowego systemu gwarantowania depozytów,
- wprowadzenie minimalnych współczynników wypłacalności dla SKOK-ów wynoszących 3% i plasujących się znacznie poniżej międzynarodowych standardów, zalecających współczynnik wypłacalności na poziomie co najmniej 8%. SKOK-i powinno się zachęcać do podwyższenia kapitału w celu umocnienia stabilności poszczególnych kas oraz całego systemu,
- zobowiązanie SKOK-ów do stosowania planu kont, zasad rachunkowości oraz formatów sprawozdań wykorzystywanych przez inne instytucje finansowe,
- ustanowienie funkcji audytu wewnętrznego dla SKOK-ów,
- wzmocnienie struktury zarządczej SKOK-ów poprzez upowszechnianie stosowania jednoznacznych procedur, zakresu odpowiedzialności i ograniczeń obowiązujących pracowników, urzędników oraz organy zarządzające; minimalnych kwalifikacji w zakresie posiadanego wykształcenia oraz doświadczenia zawodowego; ugruntowanych obowiązków powierniczych oraz sankcji za wykroczenia, a także kompleksowego kodeksu postępowania,
- rozważenie przez Komisję Nadzoru Finansowego rozwiązania, w którym KNF sprawuje nadzór nad większymi SKOK-ami, a część zadań w zakresie nadzoru nad mniejszymi SKOK-ami zostaje przekazana do KSKOK[100].

Z inicjatywy Komisji Nadzoru Finansowego (KNF), w styczniu 2012 roku weszło w życie nieobowiązujące już rozporządzenie Ministra Finansów w sprawie szczególnych zasad rachunkowości spółdzielczych kas oszczędnościowo-kredytowych określające zgodnie ze stanowiskiem Banku Światowego m.in. sposób tworzenia rezerw na przeterminowane zobowiązania (Dz.U. z 2012 r. poz. 45).
W lutym 2012 roku Kasy powołują w Luksemburgu spółkę zależną ASK Invest S.à.r.l.
Do czasu objęcia Kas państwowym nadzorem Komisji Nadzoru Finansowego z dniem 27 października 2012 roku, 26 SKOK-ów dokonało sprzedaży wierzytelności z tytułu niespłaconych, przeterminowanych pożyczek i kredytów w zamian za skrypty dłużne. Większość kas dokonała sprzedaży wierzytelności do utworzonej w tym celu luksemburskiej spółki ASK Invest S.à.r.l., a także do innych podmiotów w większości działających w Polsce. W jednym przypadku wierzytelności sprzedane zostały do podmiotu działającego na Cyprze. W ramach tej operacji największa z kas, SKOK Stefczyka (na portfel kredytów wart 4,5 mld zł kredyty przeterminowane stanowiły prawie 22 proc.) przekazała do spółki ASK Invest S.à.r.l. przeszło 50 tys. kredytów wartych ponad 722 mln zł. W przypadku spłaty sprzedanych wierzytelności (pożyczek, kredytów) przez pożyczkobiorców SKOK, luksemburska spółka miała wykupić skrypty dłużne – do tego czasu były wykazywane w bilansach Kas jako krótko- i długoterminowe inwestycje. Proceder ten miał służyć zmniejszeniu obciążenia kas przeterminowanymi pożyczkami i kredytami.
Pod koniec marca 2013 KNF opublikowała pismo skierowane do zarządów SKOK, w którym wskazała na szereg potencjalnych problemów wynikających z różnic w metodzie wyliczania aktywów, które mogą wpłynąć na wyniki finansowe kas. Co najmniej jedna kasa („Jowisz”) zadeklarowała wdrożenie programu naprawczego.
W maju 2013 roku opublikowane zostały wyniki audytu KNF opisujące stan finansowy kas do 2012 roku. Wynika z nich, że kasy miały wysoki udział przeterminowanych kredytów (37%), z czego większość stanowią kredyty mieszkaniowe przeterminowane powyżej 12 miesięcy.

Sytuacja kapitałowa w kasach jest złożona, fundusze własne pomimo wykazywanego ponad 4-krotnego wzrostu w latach 2006–2012 należy uznać za nieadekwatne do prowadzonej działalności, ponieważ nie zabezpieczają ponoszonego przez kasy ryzyka. W kasach występuje podwyższone ryzyko płynności w wyniku niedopasowania terminów zapadalności pasywów i wymagalności aktywów. Środkami krótkoterminowymi (głównie depozytami o zapadalności do 6 miesięcy) finansowana jest działalność kredytowo-pożyczkowa.

Powyższe ustalenia Grzegorz Bierecki, ówczesny przewodniczący Światowej Rady Związków Kredytowych (World Council of Credit Unions – WOCCU) i przewodniczący Rady Nadzorczej Kasy Krajowej skomentował na łamach dziennika „Rzeczpospolita” w sposób następujący: „Przez 20 lat nikt nie stracił w SKOK złotówki”.
Od 29 listopada 2013 roku depozyty zgromadzone przez członków SKOK zostały objęte ustawowym systemem gwarantowania depozytów przez Bankowy Fundusz Gwarancyjny (gwarancja zwrotu depozytów do 100 tys. euro).
W 2013 roku decyzją Komisji Nadzoru Finansowego 44 kasy (z 55 istniejących) zostały zobowiązane do podjęcia działań naprawczych. Do 2017 roku w dwudziestu dwóch kasach: SKOK PIAST, SKOK Rafineria, Lubuska SKOK, Bieszczadzka SKOK, SKOK Profit, SKOK „Wybrzeże”, SKOK „Jaworzno”. SKOK Nike, Twoja SKOK, Wielkopolska SKOK, SKOK „Skarbiec”, SKOK Arka, SKOK Jowisz, SKOK Polska, Powszechna SKOK, SKOK im. Stefana Kard. Wyszyńskiego, SKOK „Kujawiak”, SKOK w Wołominie, SKOK Wesoła, SKOK im. Mikołaja Kopernika, SKOK Wspólnota oraz SKOK im. Św. Jana z Kęt został dodatkowo ustanowiony zarząd komisaryczny.

Aktywa SKOK nie wystarczają na zaspokojenie jej zobowiązań. Pomimo pomocy finansowej udzielonej SKOK przez Kasę Krajową, SKOK posiada ujemne fundusze własne i straty z lat ubiegłych oraz wykazuje bieżące straty z działalności podstawowej. Oznacza to, że dotychczasowa pomoc ze strony Kasy Krajowej okazała się niewystarczająca w stosunku do sytuacji SKOK.

W lipcu 2014 roku KNF poinformowała o złożeniu wniosku o upadłość w imieniu objętego nadzorem komisarycznym SKOK Wspólnota (do 2010 roku pod nazwą Południowo-Zachodnia SKOK), która od 2008 roku nieprzerwanie wykazywała ujemne wyniki finansowe, głównie z powodu „wieloletnich, niekorzystnych dla SKOK „Wspólnota” umów powierzających istotne obszary działalności SKOK „Wspólnota” podmiotom zewnętrznym”. W tym samym miesiącu KNF zdecydowała o przejęciu SKOK Dziedzice przez SKOK Szopienice, za zgodą kasy przejmującej.
W sierpniu 2014 roku KNF wyraziła zgodę na przejęcie SKOK im. Św. Jana z Kęt przez Alior Bank.
W listopadzie 2014 roku KNF opublikowała obszerny dokument prezentujący rozbudowaną strukturę podmiotów powiązanych kapitałowo i personalnie w sektorze SKOK wskazując na fakt, iż krąg osób wchodzących w skład ich władz jest stosunkowo wąski, wskazał jednocześnie na konieczność jej uproszczenia. KNF stwierdził, iż w 2013 roku system SKOK poniósł koszty na rzecz poszczególnych podmiotów kontrolowanych przez spółkę SKOK Holding S.à.r.l. zarejestrowaną w Luksemburgu w wysokości ponad 83 mln zł. Jednocześnie zakumulowany przez spółkę SKOK Holding S.à.r.l. zysk w kwocie ok. 141 mln zł nie został wypłacony w postaci dywidendy dla Kasy Krajowej (będącej jej głównym akcjonariuszem) i tym samym nie zasilił Funduszu Stabilizacyjnego przeznaczonego na realizację ustawowych obowiązków Kasy Krajowej.
W grudniu 2014 roku KNF wyraziła zgodę na przejęcie SKOK im. Mikołaja Kopernika przez Bank Pekao.
W roku 2014 SKOK-i poniosły koszty na rzecz spółek kontrolowanych przez SKOK Holding S.à.r.l. w wysokości około 70 mln zł.
Zgodnie z informacją przekazaną 3 marca 2015 roku przez Komisję Nadzoru Finansowego do najważniejszych osób w państwie i do służb, kilkadziesiąt milionów złotych zostało wyprowadzonych z postawionej w 2011 roku w stan likwidacji Fundacji Na Rzecz Polskich Związków Kredytowych, której celem było wspieranie rozwoju systemu SKOK w Polsce, do zarejestrowanej w listopadzie 2012 roku spółki „Spółdzielczy Instytut Naukowy G. Bierecki spółka jawna”, będącej własnością kilku osób, w tym Grzegorza Biereckiego. Do Instytutu przekazano 77 mln zł, a jego współwłaściciele (Grzegorz Bierecki, jego brat Jarosław Bierecki i Adam Jedliński) wypłacili sobie w latach 2011–2012 dywidendę w łącznej wysokości 21 mln zł. Instytut przejął także kontrolę nad Towarzystwem Ubezpieczeń Wzajemnych SKOK, do którego kasy wpłacały pieniądze na ubezpieczenie depozytów swoich członków, jest również głównym udziałowcem spółki Fratria, wydającej tygodnik „Sieci” i prowadzącej portal WPolityce.pl.
W czerwcu 2015 roku KNF wyraziła zgodę na przejęcie SKOK Wesoła przez PKO Bank Polski.
We wrześniu 2015 roku KNF zdecydowała o przejęciu SKOK „Siarkopol” w Tarnobrzegu przez SKOK im. Eugeniusza Kwiatkowskiego w Tarnowie, za zgodą kasy przejmującej.
W styczniu 2016 roku KNF wyraziła zgodę na przejęcie SKOK im. Stefana Kard. Wyszyńskiego przez Alior Bank.
W tym samym miesiącu KNF poinformowała o złożeniu wniosku o upadłość w imieniu objętego nadzorem komisarycznym SKOK „Kujawiak” w związku z faktem, iż kasa ta na koniec października 2015 r. posiadała ujemne fundusze własne w wysokości -77,7 mln złotych i wykazywała bieżącą stratę w wysokości -15,4 mln złotych oraz niepokryte straty z lat ubiegłych na kwotę -76,8 mln złotych.
W lutym 2016 roku KNF poinformowała o złożeniu wniosku o upadłość w imieniu objętego nadzorem komisarycznym SKOK Polska, która od 2015 roku wykazywała ujemne fundusze własne, bieżącą stratę, niepokrytą stratę z lat ubiegłych oraz poważne nieprawidłowości ujawnione przez zarządcę komisarycznego i UKNF w działalności poprzednich władz.
W kwietniu 2016 roku KNF poinformowała o złożeniu wniosku o upadłość w imieniu objętego nadzorem komisarycznym SKOK Jowisz, która na koniec lutego 2016 r. wykazywała ujemne fundusze własne według bilansu w wysokości -21,5 mln zł, ujemny współczynnik wypłacalności na poziomie -21,7%, łączną stratę w wysokości -37,6 mln zł oraz poważne nieprawidłowości ujawnione przez UKNF w działalności poprzednich władz przed ustanowieniem w spółdzielczej kasie zarządcy komisarycznej.
W tym samym miesiącu KNF wyraziła zgodę na przejęcie Powszechnej SKOK przez Alior Bank w związku z faktem, iż kasa ta na koniec marca 2016 r. posiadała ujemne fundusze własne w wysokości -15,1 mln złotych, ujemny współczynnik wypłacalności na poziomie -45,4% oraz wykazywała łączne straty na kwotę -20,8 mln złotych.
W maju 2016 roku KNF poinformowała o złożeniu wniosku o upadłość w imieniu objętego nadzorem komisarycznym SKOK Arka, która na koniec marca 2016 r. posiadała ujemne fundusze własne w wysokości -26,4 mln zł i wykazywała łączne straty do pokrycia w wysokości -30,7 mln zł.
W lipcu 2016 roku KNF poinformowała o złożeniu wniosku o upadłość w imieniu objętego nadzorem komisarycznym SKOK „Skarbiec”, która na koniec maja 2016 r. posiadała ujemne fundusze własne w wysokości -44,1 mln zł, ujemny współczynnik wypłacalności na poziomie -81,3% i wykazywała łączną stratę w wysokości 47 mln zł.
W listopadzie 2016 roku KNF wyraziła zgodę na przejęcie SKOK Profit przez Śląski Bank Spółdzielczy „Silesia” w Katowicach w związku z faktem, iż kasa ta na koniec września 2016 r. posiadała ujemne fundusze własne w wysokości -90,6 tys. złotych, ujemny współczynnik wypłacalności na poziomie -3,17% oraz wykazywała łączne straty na kwotę -144 tys. złotych.
W lutym 2017 roku KNF poinformowała o złożeniu wniosku o upadłość w imieniu objętego nadzorem komisarycznym Wielkopolskiej SKOK, która na koniec 2016 r. posiadała ujemne fundusze własne w wysokości -68,584 mln zł i wykazywała niepokrytą stratę z lat ubiegłych na kwotę 16,037 mln zł.
W maju 2017 roku KNF poinformowała o złożeniu wniosku o upadłość w imieniu objętego nadzorem komisarycznym Twojej SKOK, która na koniec marca 2017 r. posiadała ujemne fundusze własne w wysokości (-) 52,647 mln zł, bieżącą stratę w wysokości (-) 2,729 mln zł i wykazywała niepokrytą stratę z lat ubiegłych na kwotę (-) 76,269 mln zł.
W czerwcu 2017 roku KNF poinformowała o złożeniu wniosku o upadłość w imieniu objętego nadzorem komisarycznym SKOK Nike, która na koniec marca 2017 r. posiadała ujemne fundusze własne w wysokości (-) 24,095 mln zł, bieżącą stratę w wysokości (-) 1,547 mln zł i wykazywała niepokrytą stratę z lat ubiegłych na kwotę (-) 45,602 mln zł.
W sierpniu 2017 roku KNF wyraziła zgodę na przejęcie Bieszczadzkiej SKOK przez ING Bank Śląski SA w związku z faktem, iż kasa ta na koniec czerwca 2017 r. posiadała ujemne fundusze własne w wysokości (-) 2,281 mln złotych, ujemny współczynnik wypłacalności na poziomie (-) 5,76% oraz wykazywała łączne straty na kwotę (-) 2,289 mln złotych.
We wrześniu 2017 roku KNF poinformowała o złożeniu wniosku o upadłość w imieniu objętego nadzorem komisarycznym SKOK Wybrzeże, która na koniec lipca 2017 r. posiadała ujemne fundusze własne w wysokości (-) 44,843 mln zł i wykazywała bieżącą stratę w wysokości (-) 4,245 mln zł oraz niepokrytą stratę z lat ubiegłych w wysokości (-) 76,559 mln zł.
W październiku 2017 roku KNF wyraziła zgodę na przejęcie Lubuskiej SKOK przez Bank Spółdzielczy we Wschowie w związku z faktem, iż kasa ta na koniec sierpnia 2017 r. posiadała ujemne fundusze własne w wysokości (-) 1,777 mln złotych, ujemny współczynnik wypłacalności na poziomie (-) 18,64% oraz wykazywała łączne straty na kwotę (-) 1,798 mln złotych.
W lutym 2018 roku KNF wyraziła zgodę na połączenie z dniem 30 czerwca 2018 r. SKOK Kozienice (jako kasy przyłączającej), ze SKOK Bogdanka (jako kasą przyłączaną).
W maju 2018 roku KNF wyraziła zgodę na przejęcie SKOK Rafineria przez Bank BGŻ BNP Paribas SA w związku z faktem, iż kasa ta na koniec marca 2018 r. posiadała ujemne fundusze własne w wysokości (-) 34,547 mln złotych, ujemny współczynnik wypłacalności na poziomie (-) 19,55% oraz wykazywała łączne straty na kwotę (-) 76,319 mln złotych.
We wrześniu 2018 roku KNF zdecydowała o przejęciu SKOK w Elektrowni Bełchatów przez SKOK „Wisła”, za zgodą kasy przejmującej.
W październiku 2018 roku KNF wyraziła zgodę na przejęcie SKOK PIAST przez Bank Millennium SA w związku z faktem, iż kasa ta na koniec sierpnia 2018 r. posiadała ujemne fundusze własne w wysokości (-) 21,57 mln złotych, ujemny współczynnik wypłacalności na poziomie (-) 10,13% oraz wykazywała łączne straty na kwotę (-) 26,302 mln złotych. W tym samym miesiącu KNF zdecydowała o przejęciu SKOK Mysłowice przez SKOK Szopienice, za zgodą kasy przejmującej.
W styczniu 2019 roku KNF wyraziła zgodę na przejęcie SKOK Jaworzno przez Alior Bank SA w związku z faktem, iż kasa ta na koniec sierpnia 2018 r. posiadała ujemne fundusze własne w wysokości (-) 59,788 mln złotych, ujemny współczynnik wypłacalności na poziomie (-) 22,57% oraz wykazywała łączne straty na kwotę (-) 64,640 mln złotych.
W kwietniu 2019 roku KNF wyraziła zgodę na połączenie SKOK Kozienice (jako kasy przyłączającej) ze SKOK Świętokrzyska (jako kasą przyłączaną).
W maju 2019 roku KNF wyraziła zgodę na połączenie SKOK im. E. Kwiatkowskiego (jako kasy przyłączającej) ze SKOK im. Królowej Jadwigi (jako kasą przyłączaną).
We wrześniu 2019 roku KNF wyraziła zgodę na połączenie SKOK im. E. Kwiatkowskiego (jako kasy przyłączającej) ze SKOK im. Bpa J.S. Pelczara (kasa przejmująca).
W czerwcu 2020 roku KNF wyraziła zgodę na połączenie SKOK „Poznaniak” (kasa przejmująca) ze SKOK „Beskidy” (kasa przejmowana).
We wrześniu 2020 roku KNF wyraziła zgodę na połączenie SKOK „Szopienice” (kasa przejmująca) z Międzyzakładową SKOK w HPR Dąbrowa Górnicza (kasa przejmowana).
W marcu 2021 roku KNF wyraziła zgodę na połączenie SKOK im. Zygmunta Chmielewskiego (kasa przejmująca) ze SKOK Małopolska (kasa przejmowana).
W listopadzie 2021 roku KNF wyraziła zgodę na połączenie SKOK „Progres” (kasa przejmująca) ze SKOK przy ZWCH „Stilon” SA (kasa przejmowana).
W grudniu 2021 roku KNF wyraziła zgodę na połączenie SKOK „Szopienice” (kasa przejmująca) ze SKOK im. Powstańców Śląskich w Zdzieszowicach (kasa przejmowana).
W maju 2022 roku KNF wyraziła zgodę na połączenie SKOK „Świdnik” (kasa przejmująca) ze SKOK im. ks. Franciszka Blachnickiego (kasa przejmowana).
W grudniu 2022 roku KNF wyraziła zgodę na połączenie SKOK im. Zygmunta Chmielewskiego (kasa przejmująca) ze SKOK im. Stanisława Adamskiego (kasa przejmowana).
Wyniki finansowe sektora SKOK prezentuje poniższa tabela
| Rok  | Fundusze własne [mln zł] | Zysk/strata netto [mln zł] | Współczynnik wypłacalności [%] |
| ---- | ------------------------ | -------------------------- | ------------------------------ |
| 2013 | – 26,8                   | – 128,2                    | – 2,55                         |
| 2014 | 118,5                    | – 196,8                    | – 2,53                         |
| 2015 | 140,8                    | – 164,3                    | – 1,83                         |
| 2016 | – 124,7                  | – 162,7                    | – 1,3                          |
| 2017 | 210,8                    | 39,9                       | 2,16                           |
| 2018 | 404                      | 81                         | 4,99                           |
| 2019 | 536                      | 9,3                        | 6,3                            |
| 2020 | 470                      | -3,7                       | 5,17                           |
| 2021 | 406                      | 17,2                       | 4,35                           |

Od 29 listopada 2013 r., Bankowy Fundusz Gwarancyjny (BFG) wypłacił około 4 mld 341 mln zł z 4 mld 366 mln zł przeznaczonych na gwarancje depozytów upadłych kas:
| Nazwa Kasy        | Rozpoczęcie wypłat | Kwota z BFG na gwarancje depozytów [mln zł] | Kwota z BFG wypłacona do 31.12.2019 r. [mln zł] |
| ----------------- | ------------------ | ------------------------------------------- | ----------------------------------------------- |
| SKOK Wołomin      | 2014               | 2 246,534                                   | 2 242,1                                         |
| SKOK Wspólnota    | 2014               | 817,483                                     | 812                                             |
| SKOK Wielkopolska | 2017               | 284,204                                     | 279,8                                           |
| SKOK Kujawiak     | 2016               | 183,878                                     | 183                                             |
| SKOK Polska       | 2016               | 170,239                                     | 169                                             |
| Twoja SKOK        | 2017               | 165,782                                     | 163,3                                           |
| SKOK Wybrzeże     | 2017               | 120,811                                     | 119,6                                           |
| SKOK Nike         | 2017               | 114,352                                     | 112,2                                           |
| SKOK Arka         | 2016               | 93,146                                      | 92,2                                            |
| SKOK Skarbiec     | 2016               | 88                                          | 87,5                                            |
| SKOK Jowisz       | 2016               | 81,93                                       | 80,7                                            |
| ŁĄCZNIE           |                    | 4 366,36                                    | 4 341,4                                         |

Ponadto BFG udzielił dziewięciu bankom dotacji w procesie restrukturyzacji (przejęcia) upadających SKOK, w wysokości ponad 554 milionów zł (554 068,90 tys. zł). Bankowi PKO BP SA udzielił wsparcia w ramach przejęcia SKOK Wesoła w wysokości 278,9 mln zł. Natomiast w przypadku przejmowania SKOK Wyszyński i Powszechnej SKOK przez Alior Bank, BFG przeznaczył odpowiednio 52,5 mln zł i 9,3 mln zł.
W 2014 roku z tytułu składek na BFG SKOK-i wpłaciły 16 mln zł, a Kasa Krajowa – 34 mln zł (banki wpłaciły 1,2 mld zł).

### Ustalenia sejmowej podkomisji do spraw realizacji ustaw o SKOK (2015)
W marcu 2015 Sejm VII kadencji powołał podkomisję nadzwyczajną do spraw realizacji ustaw o SKOK. Celem podkomisji było wyjaśnienie pogarszającej się sytuacji finansowej kas, która spowodowała w 2014 r. konieczność wypłaty przez Bankowy Fundusz Gwarancyjny 3,2 mld zł, a w 40 z 52 kas trzeba było rozpocząć postępowanie naprawcze.
W ocenie podkomisji zasadnicze znaczenie dla trudnej sytuacji finansowej kas miała ustawa z 1995 r., która nie przewidywała żadnego nadzoru zewnętrznego nad kasami, a trzyletnie odroczenie związane z jego wprowadzeniem spowodowane odesłaniem przez prezydenta Lecha Kaczyńskiego ustawy z 2009 o SKOK do Trybunału Konstytucyjnego miało doprowadzić do nasilenia patologii w kasach. Do najważniejszych nieprawidłowości podkomisja zaliczyła:
- nieprofesjonalny nadzór Kasy Krajowej nad kasami[180]
- podporządkowanie Kasy Krajowej Fundacji na rzecz Polskich Związków Kredytowych i czerpanie przez Fundację ogromnych korzyści z tytułu nadzoru nad systemem (holdingiem) SKOK[181]
- powołane spółki ASK Invest S.à.r.l. w Luksemburgu, której zadaniem było skupowanie od kas zagrożonych wierzytelności w zamian za nienotowane papiery dłużne z zawyżoną wyceną[182]
- sporządzanie przez część kas sprawozdań finansowych niezgodnie z ustawą o rachunkowości, w szczególności nietworzenie odpowiednich zapisów aktualizacyjnych niespłacanych terminowo kredytów i pożyczek[183]
- patologiczny outsourcing, polegający m.in. na wyprowadzeniu podstawowych obszarów swojej działalności do spółek zewnętrznych, zawieranie umów niekorzystnych dla kas oraz powiązania personalne pomiędzy władzami kas i władzami spółek outsourcingowych[184]
- duża rozbieżność pomiędzy wynagrodzeniami członków zarządów w największych oraz mniejszych kasach, praktyki zawierania z nimi kontraktów menedżerskich z klauzulami o wysokich odprawach związanych z ich rozwiązaniem oraz próby obejścia zakazu wynagradzania członków rad nadzorczych kas poprzez zawieranie z nimi umów zleceń i powierzanie im stanowisk w spółkach „okołoskokowych”[185]
- przekazanie majątku Fundacji na rzecz Polskich Związków Kredytowych o wartości 65 mln zł do prywatnego Instytutu, a następnie spółki Grzegorza Biereckiego, jego brata Jarosława Biereckiego i Adama Jedlińskiego[186].

Komisja ustaliła ponadto, że uzasadnienie wniosku prezydenta do Trybunału Konstytucyjnego opierało się na materiałach przygotowanych przez Kasę Krajową, a istotny wpływ na jego treść miał Grzegorz Bierecki. Podkomisja zarzuciła mu także wykorzystywanie kas do prywatnego bogacenia się oraz konflikt interesów. Miał on polegać m.in. na łączeniu funkcji prezesa Kasy Krajowej i prezesa zarządu Fundacji na rzecz Polskich Związków Kredytowych, któremu Kasa Krajowa i nadzorowane przez nią SKOK-i zlecały płatne usługi, byciu współwłaścicielem spółki, która wynajmowała lokale podległym Kasie Krajowej SKOK-om oraz udział we władzach kilkunastu spółek zarabiających na usługach dla kas nadzorowanych przez Kasę Krajową, której Grzegorz Bierecki był prezesem, i która nakazem lub zaleceniami miała nakłaniać je do korzystania z usług tych spółek. Grzegorz Bierecki objął także stanowisko prezesa luksemburskiej spółki SKOK Holding S.à.r.l., która przejmowała większość zysków należnych Kasie Krajowej, wskutek czego nie mogła ona zasilić Funduszu Stabilizacyjnego stworzonego do realizacji swoich statutowych działań.
Podkomisja zarekomendowała wprowadzenie zmian legislacyjnych oraz powołanie sejmowej komisji śledczej do zbadania nieprawidłowości w systemie SKOK.
Sprawozdanie podkomisji zostało przyjęte przez Sejm we wrześniu 2015.

## Rola SKOK-ów w kampaniach wyborczych i w polityce
W maju 2010 roku spółka Media SKOK Sp. z o.o. (obecnie Apella S.A. należąca do SKOK Holiding S.à.r.l.) przeprowadziła kampanię marketingową w związku z przyznaniem polskiego znaku promocyjnego „Teraz Polska” marce SKOK Ubezpieczenia zrzeszającej Towarzystwo Ubezpieczeń na Życie SKOK S.A. oraz Towarzystwo Ubezpieczeń Wzajemnych SKOK (TUW SKOK). Szata graficzna billboardów kampanii była łudząco podobna do reklam Jarosława Kaczyńskiego, co spotkało się z zarzutem wspierania kampanii wyborczej kandydata partii politycznej Prawo i Sprawiedliwość w wyborach na urząd prezydenta RP w 2010 roku. W sprawozdaniu finansowym spółki Media SKOK napisano wprost, iż akcja została „przeprowadzona w okresie wyborów prezydenckich”.
W 2011 roku wrześniowy numer „Czas Stefczyka”, bezpłatna gazeta SKOK im. Franciszka Stefczyka, której wydawcą jest Media SKOK Sp. z o.o. (obecnie Apella S.A. należąca do SKOK Holiding S.à.r.l.), wsparł kandydującego do Senatu RP w wyborach parlamentarnych Grzegorza Biereckiego, wspieranego przez partię polityczną Prawo i Sprawiedliwość. W tym samym roku spółka Media SKOK rozpoczęła na Podlasiu kampanię reklamową na rzecz SKOK im. Franciszka Stefczyka. Po wygranych przez Grzegorza Biereckiego wyborach samorządowych w Polsce w 2014 roku spółka Media SKOK kupiła lokalny „Tygodnik Podlaski”, rozdawany bezpłatnie w Białej Podlaskiej i trzech sąsiednich powiatach – stanowiących okręg wyborczy Grzegorza Biereckiego. Dwa miesiące przed wyborami samorządowymi został podniesiony nakład „Tygodnika” do 40 tys. egz., podczas gdy przez poprzednie kilka lat wydawany był w nakładzie 30 tys. egz. Redakcja „Tygodnika” mieści się pod tym samym adresem co biuro senatorskie Grzegorza Biereckiego i założona przez niego fundacja Kocham Podlasie w Białej Podlaskiej.
W kwietniu 2015 roku, w związku z piątą rocznicą katastrofy prezydenckiego samolotu pod Smoleńskiem, na łamach dziennika „Super Express” ukazał się z czterostronicowy dodatek sponsorowany przez SKOK im. Franciszka Stefczyka, w którym wraz z komentarzem ówczesnego prezesa SKOK im. Franciszka Stefczyka: „Dziś, pięć lat po tamtych wydarzeniach, Polacy wciąż czekają na ludzi, którzy poprowadzą nas w kierunku odbudowy silniejszej Polski”, opublikowano obszerny fragment wystąpienia Andrzeja Dudy. Co spotkało się z zarzutem wspierania kampanii wyborczej kandydata partii politycznej Prawo i Sprawiedliwość w wyborach na urząd prezydenta RP i samej partii w wyborach parlamentarnych w tym samym roku.
W sierpniu 2015 roku, w okresie kampanii wyborczej w wyborach parlamentarnych, w „Tygodniku Podlaskim” – należącym do spółki Apella S.A. holdingu SKOK – ukazał się specjalny dodatek promujący Grzegorza Biereckiego, niezależnego kandydata do Senatu RP, wspieranego przez partię polityczną Prawo i Sprawiedliwość. Dodatek ukazał się na zlecenie biura senatora Grzegorza Biereckiego, które mieści się pod tym samym adresem co redakcja „Tygodnika”. Pieniądze spółek związanych ze SKOKami przeznaczane były zgodnie z decyzją Biereckiego także na budowę m.in. pomników Lecha Kaczyńskiego.
W listopadzie 2016 roku SKOK im. Franciszka Stefczyka wraz z Obozem Narodowo-Radykalnym (ONR) był współorganizatorem nacjonalistycznej imprezy w Zakopanem.

## Lista SKOK-ów działających w Polsce
W 2024 w Polsce działało 19 spółdzielczych kas oszczędnościowo-kredytowych:
1. Krajowa Spółdzielcza Kasa Oszczędnościowo-Kredytowa
2. Krakowska Spółdzielcza Kasa Oszczędnościowo-Kredytowa
3. Regionalna Spółdzielcza Kasa Oszczędnościowo-Kredytowa im. Św. Brata Alberta w Szczytnie
4. Spółdzielcza Kasa Oszczędnościowo-Kredytowa „Boże Dary” w Katowicach
5. Spółdzielcza Kasa Oszczędnościowo-Kredytowa „Centrum”
6. Spółdzielcza Kasa Oszczędnościowo-Kredytowa Energia
7. Spółdzielcza Kasa Oszczędnościowo-Kredytowa „Progres”
8. Spółdzielcza Kasa Oszczędnościowo-Kredytowa „Szopienice”
9. Spółdzielcza Kasa Oszczędnościowo-Kredytowa „Śląsk”
10. Spółdzielcza Kasa Oszczędnościowo-Kredytowa „Świdnik”
11. Spółdzielcza Kasa Oszczędnościowo-Kredytowa „Wisła”
12. Spółdzielcza Kasa Oszczędnościowo-Kredytowa im. Eugeniusza Kwiatkowskiego
13. Spółdzielcza Kasa Oszczędnościowo-Kredytowa im. Franciszka Stefczyka
14. Spółdzielcza Kasa Oszczędnościowo-Kredytowa im. Unii Lubelskiej
15. Spółdzielcza Kasa Oszczędnościowo-Kredytowa im. Zygmunta Chmielewskiego
16. Spółdzielcza Kasa Oszczędnościowo-Kredytowa przy „Dezamet” S.A. w Nowej Dębie
17. Spółdzielcza Kasa Oszczędnościowo-Kredytowa w Kostrzynie nad Odrą
18. Spółdzielcza Kasa Oszczędnościowo-Kredytowa Ziemi Rybnickiej
19. Zachodniopomorska Spółdzielcza Kasa Oszczędnościowo-Kredytowa